# 星空もあ
星空 もあ（ほしぞら もあ、1994年7月24日 - ）は、日本のAV女優。東京都出身、プライムエージェンシー→GG所属。

## 略歴・人物
- デビュー前は建設会社の事務員。パソコンでアニメばかり見ていた[5]。
- 2014年12月に、アニメとマンガが好きで、男性経験のないままh.m.pからAVデビュー[6]。デビュー作で処女喪失をした[4][7]。
- 以下2014年のインタビュー記事より
  - 朝起きたら、まず、携帯をチェックする。日々のアニメ情報をTwitterでチェックする。アプリ「ラブライブ」（スマホで遊べるリズムアクション＆アドベンチャーゲーム）もやる[8]。
  - ハマったアニメは『黒子のバスケ』『Free!』『ダイヤのA』。今は『弱虫ペダル』が大好き[8]。
  - インドア派だが、ゲーセンは別[8]。
  - 小さい時は結構ヤンチャで、よく男の子と遊んでたので、めっちゃ怪我した。木に登って骨折したりとか[8]。
  - インドア派は、中学に入ってから。なんか、その頃から「深夜アニメ」よく見るようになって、朝が起きれなくなった[8]。
  - 好きな男性のタイプは「『Free!』の七瀬遙くん[8]。
  - 性的嗜好はMで、SEXはおもに同人誌の「薄い本」で調べた[9]。
  - オナニーはしない。マンガ読むだけで充分[9]。
  - 処女喪失のデビュー作は、緊張したし、恥ずかしかったし、痛かったし、でも、段々とムズムズ気持ち良くなってきて…って思った。あ？、ちゃんとやんなきゃって思った[9]。
  - 男性の魅力を感じる部分は、手とか鎖骨[9]。
  - 好きな色は、緑。例えば「芋虫色」のような感じの鮮やかな色[9]。
- 共演作もある、さとう愛理との親交が深く、お互いのTwitterにも度々登場している[10]。
- AV女優で構成され、定期的に渋谷で活動しているアイドルユニット『LovelyPops（ラブリーポップス）』（デビュー日:2015年10月7日）のメンバーでGreen担当として活動[11]。
- 趣味・特技は、アニメ鑑賞、アニメを語ること[12]、マンガ、コスプレ、舞台鑑賞[3]。ゲームセンター[13][14]。
- 母親がタイ人で、日本人とのハーフ[15]。
- コロナ禍で2度の延期ののち、2022年10月9日、東京・レフカダ新宿でLovelyPops解散ライブを開催。アイドル活動にピリオドを打つ[16]。最終メンバーは愛原れの、星空もあ、大河まりあ。
- 2022年12月1日、DMM GAMES「クリムゾン妖魔大戦 新キャラクター声優公開オーディション」にエントリー[17][18]。

## 作品

### イメージDVD
- はじめまして。星空もあ（2014年9月25日、GARDEN）
- ボクのペット 星空もあ（2014年12月25日、GARDEN）
- Fカップ星空もあのマスターベーションインストラクター（2015年7月30日、オルスタックソフト販売）
- 超美少女！国民的アイドルグループA○○研究生が18歳なりたて記念に無修正デビュー＆Fカップ星空もあのマスターベーションインストラクター 2枚組DVDBOX（2016年5月28日、オルスタックソフト販売）※「超美少女！国民的アイドルグループA○○研究生が18歳なりたて記念に無修正デビュー／める」「Fカップ星空もあのマスターベーションインストラクター／星空もあ」を収録
- 清純美少女 隠しきれない胸の高鳴り（2016年6月28日、あしたまえーしぃー）※「石橋さら」名義
- まさかウチの妹が ムッチムチな巨乳な妹のHな映像流出 宮内香（2017年2月25日、オルスタックソフト販売）※「宮内香」名義
- ボクのことが大好きなボクのいもうと はるな 河音くるみ・星空もあ（2017年10月28日、ぱすてるふるーつ）
- 夢の競演!美少女たちのエッチな楽園 vol.4 花咲いあん・星空もあ（2019年3月31日、ぱすてるふるーつ）
- アイナ／完全ドキュメント！現役地下アイドル玄関開けたら2分でデビュー！～R-18（2019年9月28日、オルスタックソフト販売）
- スイートマッサージルーム 雪美千夏・星空もあ (2020年3月30日、オルスタックソフト販売 YUAI-002)
- スイートマッサージルーム 星空もあ (2020年7月30日、オルスタックソフト販売 YUAI-004)

### アダルトDVD
- 地味な引きこもり腐女子 メガネを外して意外にエロいカラダ曝け出しAVデビュー  星空もあ (12月5日、h.m.p) ※AVデビュー作

- 巨乳めちゃ揺れSEXピストン 8時間 (1月1日、h.m.p) 全21名
- お見合い結婚の旦那しか男を知らないウブなFカップ若妻がチ○ポを嬉しそうにノド奥まで咥え込むように調教されるまでの一部始終… 星空もあ (1月1日、AV) 全5名
- ノンケで真面目な同僚ばかりを喰らう美人レズ女教師マジ口説き盗撮 (1月1日、変態紳士倶楽部) 全5名
- 魅惑の美少女の愛情フェラチオ31連発 S-Cuteフェラチオコレクション2016 (1月1日、S-Cute) 全31名
- 胸糞注意 社内恋愛の末に入籍して近々挙式予定の新婚夫婦なんですが会社にしがみつく事でしか生きていけない社畜なリーマンの僕の目の前で同じ職場で働いている事務員の妻がパワハラ専務のセクハラで肉便器にされる話です 星空もあ (1月7日、JET映像)
- CRYSTAL THE BEST 8時間100選 2015 冬 (1月8日、クリスタル映像) 多数出演
- 痴漢“M”覚醒 中出しアクメ編 何回も精子が子宮に直撃する快楽で言いなりになる中出し中毒娘 桜木優希音・星空もあ・みなみ愛星 (1月8日、ナチュラルハイ) 全3名
- 夜勤中の人妻看護師覗き 痴女気味な人妻ナースとの超展開！まさかの院内SEX！？ 3 (1月10日、ホットエンターテイメント) 全4名 ※「明日香」名義
- 私がAVに出たいワケ4時間 (1月13日、HERO) 全10名
- 鷲掴みにして顔を埋めたい！ぽよよんぽよん！たゆんたゆんおっぱい 8時間 (1月19日、ROOKIE) 多数出演
- 放課後の学校にいやらしい姿で拘束された生徒!? いつもいきがってる強気な生徒が女子校特有の陰湿な仕返しを受け卑猥なポーズで拘束されおもちゃを装着。そして放置。そんな現場を目撃してしまった私は助けるどころか、日頃この女生徒からひどい扱いを受けていたこともあり、教師の立場を忘れスケベなことをしてしまった…。 (1月21日、Hunter) 全5名
- みんな乳首スケスケでマン肉はみ出てるよ!親戚の叔母さんと従姉妹が遊びに来て、刺激過ぎるランジェリー姿でくつろぐもんだから勃起しまくりです。おばさんで興奮しちゃったのカワイイ、と襲われ、エロカワ従姉妹にも責められる僕でした。 (1月21日、SWITCH) 全7名
- 黒人中出し痴● 極太チ○ポに痛がる女もハードピストンで拡張された膣奥で目覚めイキまくる！ (1月21日、ナチュラルハイ) 全3名
- オナり愛液手コキ 2 ～わたしのマン汁でコスってあげるね～ (1月22日、SEX Agent/妄想族) 全8名
- 巨乳水着ギャルばかりを狙う海の家ナンパエステ 4 (2月1日、変態紳士倶楽部) 全6名
- 近所だからと油断してノーブラで家事する奥さんの無自覚なパイむぎゅ姿にフル勃起した僕は… (2月1日、プレステージ) 全4名
- 催眠ビデオ Girl’sBarSTAFFモアとルナ 星空もあ・小宮るな (2月1日、催眠研究所別館)
- 万引き誤認逮捕されたあげく土下座中出しされたJKたち 星空もあ・中里美穂・水嶋杏樹 (2月1日、プレステージ) 全3名
- 星空もあ、まるっと4時間やられっぱなし（2月5日、NON) ※単体総集編
- 無防備な胸チラ姿でゴミ捨てする若妻を中出し即ハメナンパ!! (2月5日、グリグリ) 全10名
- アナタごめんなさい… 2 (2月5日、光夜蝶) 全10名
- マシンバイブで犯されて、ケタケタ笑いながらイキ狂う生徒会長と書記 2 星空もあ・桜ちなみ (2月6日、サディスティックヴィレッジ)
- 濃厚、密着、セックス。BEST 押し寄せる快感と昇りつめる絶頂SEX 8時間SPECIAL (2月7日、PREMIUM) 全6名
- 過剰フェロモンの嫁が出張パソコン講師を始めたのだが 星空もあ (2月12日、バルタン)
- 完全撮り下ろし乳もみナンパ！おっぱいパワーで日本を元気にしよう！！恥じらう赤面素人娘102人の色・形・大きさの違う生おっぱいを揉んで！触って！鷲掴み！街行く女の子たちに交渉→即揉み！ vol.03　5時間スペシャル！！　in新宿・渋谷・原宿・銀座・青山 (2月18日、ディープス) 全102名
- 「一生のお願い！処女の私を助けると思ってセックスしているところ見せて！」 いわゆる箱入り娘なせいで、いい年なのにいまだに処女な私。 (2月19日、Hunter) 全6名
- 淫尻を突き出した姿勢で貪りつくセルフイラマチオ〜プリケツと柳腰は特にこだわるところ〜 (2月19日、SEX Agent/妄想族) 全8名
- 鎖で繋がれた女 2 和久井なな・星空もあ (2月19日、プレステージ)
- ラブヒューマノイドMORE 星空もあ (2月26日、Eドラ!)
- 催眠審査 -分別- 小澤ゆうき・星空もあ・小宮るな (3月1日、催眠研究所別館) 全3名
- ゲスの極み映像 32人目 星空もあ (3月2日、フルセイル)
- ベロちゅう手コキをするうちに我慢できなくなった奥様たち (3月4日、グリグリ) 全10名
- リアルガチセックス8時間 生々しく激しくて本気汁出まくりのSクラス美女たちによる濃密性交 (3月4日、h.m.p) 全14名
- JK連続射精サテンエステ (3月5日、フリーダム) 全6名
- イジメられっ娘コスプレイヤー中出しオフ会 もあ (3月5日、親父の個撮) ※「もあ」名義
- お漏らし女子アナ初めての野外ロケ 星空もあ (3月7日、山と空)
- ケイレンが止まらない汗ダクSEXにハマったスレンダー美女たち4時間 (3月13日、イエロー) 全10名
- 昼下がりの人妻はマッサージ中にカーテンの隣からセックスしている喘ぎ声が聞こえてきたら、実はAVが流れているだけとも知らずセクハラマッサージ師に抵抗する事も無くカラダを許してしまうのか！？やってみた！ (3月17日、アパッチ) 全5名
- 「身内チ○ポで何度も突かれイキ我慢するツンデレ姉が家族にバレないようにこっそりヤられる家庭内セックス現場を覗く」 花咲いあん・星空もあ・荒川由紀 (3月17日、DANDY) 全3名
- 一般男女モニタリングAV 子供が大好き! どんなときでも笑顔あふれる素人の巨乳お姉さん限定! 童貞クンの夢である授乳手コキをお願いしたら心優しい新人の幼稚園の先生＆保母さんは大きなおっぱいと母性愛を刺激され筆おろしSEXしてくれるのか!? 2 (3月17日、ディープス) 全4名
- 媚薬エビ反り痴漢バス 満員バスで身動きの取れないウブ女子を媚薬痴漢で失禁絶頂させエビ反りするほど発狂させろ! (3月17日、アパッチ) 全5名
- 360度1回転主観フェラ 2 ～ち○ぽしゃぶりに没頭しながらもフル勃起してもらう為に自慢の女体をぐるぐる廻って見せつけてくれる優しいスケベ女子達がエロの極み～ (3月18日、SEX Agent/妄想族) 全8名
- 激！美少女遊戯図鑑 (3月18日、クリスタル映像) 全28名
- 本番禁止のデリヘル嬢が簡単にガチ挿入を許してくれる魔法の言葉が存在するという噂を検証スル！ (3月25日、スクープ) 全5名
- 近所で評判のクビレ巨乳妻達が夫には言えないほど痙攣イキを繰り返すガチSEX4時間 (4月1日、光夜蝶) 全10名
- 80名 トロけるような恍惚の表情 クンニ激昇天 (4月1日、TEPPAN)
- オンナの射精! 潮噴き激昇天性交 25名 (4月1日、TEPPAN)
- 就職活動中の女子大生がストレスでブチ切れて汗ばんだストッキングで脚責 (4月5日、ジャパン有限会社) 全6名
- 友達の前でイカされるAV女優 (4月7日、Mr.michiru) 全4名
- 私で妊娠！中出しバトル イカセ合いながらチ○ポを奪いぶっ挿しまくる姉妹 (4月7日、ナチュラルハイ) 全4名
- 新パックリまんこアップ 5 (4月15日、サルトル映像出版) 全10名
- 家出した女子校生が11人も住むシェアハウスで男はボク1人で入れ喰い状態！格安で入居した先が、家出した女子校生たちが集まるシェアハウスだった！ (4月19日、Hunter) 全11名
- 快楽を求めて貪り合う、コスプレ巨乳美女の濃厚SEX 星空もあ (4月29日、ZIZ)
- 恋愛ウォッチ-カップル盗撮- No.002 たまの休みの日曜日 星空もあ (4月30日、GIRL'S CH)
- 女子卓球部の便器にされた男 (5月5日、フリーダム) 全6名
- ニオイを感じる 足裏 2 (5月5日、フリーダム) 全19名
- 敏感極上ボディのお姉さん 31人と日替わりセックス (5月7日、PREMIUM) 全31名
- 超絶倫童貞少年! もうヤメて! と逃げる義姉を追いかけハメまくる! 2 義理のお姉ちゃんはいつもパンチラ乳首チラしまくりでボクは毎日勃起! (5月7日、Hunter) 全5名
- 加速するグラインド 極上の騎乗位 2 (5月19日、TEPPAN) 全52名
- 素人限定！水着でくすぐり我慢ダルマさんが転んだ！ゲーム (5月19日、ATOM) 全5名
- どうして？目覚めたら、なぜかボクは姉とセックス中！しかもどうやら中出し3秒前！フェラの練習をしていた姉はフェラだけでは物足りなくなり… (5月19日、Hunter) 全5名
- ゴム有りセックスで無反応なヤリマン女子○生が初めての生ハメセックスで超敏感に! 2 (5月19日、Hunter) 全6名
- ヤバイよダメだって! ダメダメ挿っちゃったら私、声我慢できないから…」 義理の妹2人と川の字で寝ていたら妹の服がはだけて胸＆パンティが丸見え!! (5月19日、Hunter HUNTA-151) 全6名
- こんな恥ずかしい格好のまま…キミは何度イケば満足なんだい? (5月20日、クリスタル映像) 全27名
- 「労働者を見下すインテリ妻にキレた格下チ○ポが旦那に気づかれないようにヤる」 VOL．1 神波多一花・星空もあ・あおいれな (5月26日、DANDY) 全3名
- 本番禁止の都内有名デリヘルでただ口説いてヤルだけじゃ収まらない！ぎらついた男たちがデリヘル嬢に生中出しするまで コスプレデリヘル集 4 (5月26日、Mr.michiru) 全4名
- 男を虜にする舌技 匠のフェラチオ 蛇ノ書 (6月1日、TEPPAN) 全23名
- 谷間に滴る汗！鉄板巨乳BEST (6月1日、TEPPAN) 多数出演
- 最初で最後の寝取り近親相姦！娘を取られて悔し過ぎるお父さんの暴走！男手ひとつで育てた娘がまさかの結婚！？ 私は2人の飲み物に睡眠薬を混入し… (6月7日、Hunter) 全5名
- HEROレインボー1周年記念 Super Memorial Best 全26タイトル8時間 (6月13日、HERO) 多数出演
- JKグラビアアイドル枕営業エステ -芸能プロダクションが極秘経営している水着エステで枕営業させられるJKグラドルの卵たち- (6月18日、ゴールデンタイム) 全4名
- 指だけで魅せるオナニー おま○こ、くわっぱぁ。 (6月19日、TEPPAN) 全25名
- 超巨根性交 デカチンに魅せられる女達 2 (6月19日、TEPPAN) 全25名
- 「ゴム着けるんだったらヤラせてあげてもいいけど…ここでヤル勇気あるの？」去年まで女子校で今年から共学になった学校に入学したら男はボク1人 (6月19日、Hunter) 全5名
- パンツが無い！ ブラも無い！ 下着盗難事件発生！！女子はノーパン＆ノーブラ！！水泳授業の後、クラスの女子の下着が無くなる大事件が起きた。 (6月19日、Hunter) 全6名
- 中出し痴漢タクシー (6月19日、アパッチ) 全5名
- 一般男女モニタリングAV 会社の同僚と一夜限りのお泊りミッション企画 終電を逃した社会人男女がラブホテルで1発10万円の過激な連続射精セックスに挑戦！ (6月23日、ディープス) 全4名
- 大胆パンチラ番外編 スカートの中に潜り込みたい! 超接近型挑発P 3 (6月25日、アロマ企画) 全6名
- T尻II 妄想Tバック・バックパンチラ挑発 (6月25日、アロマ企画) 全6名
- 女の絶頂と同時に射精する正常位中出しvol2！！135連発！！ (6月25日、ROOKIE) 全80名
- 完全撮りおろし！主観フェラ抜き体験8時間！Vol.2 貴方を射精させてくれる38人の美少女たち (6月25日、オーロラプロジェクト・アネックス) 全38名
- 催眠マニヤ (7月1日、催眠研究所別館) 全6名
- 催眠性玩-受付嬢 曜子 22才 星空もあ (7月1日、催眠研究所別館)
- 密着接吻性交 キスで高める興奮と感度 (7月1日、TEPPAN) 全28名
- リアルガチセックス8時間 2 生々しく激しくて本気汁出まくりのSクラス美女たちによる濃密性交 (7月1日、h.m.p) 全14名
- 完全主観 罵倒地獄 Vol.5 ～罵られて勃起する男達の子守唄～ (7月5日、フリーダム) 全37名
- 「ラップ越しでいいからキスさせて!」「…それだったら…いいよ…」 何度も何度も疑似キスをしていくうちにそれだけでは止まらず…! (7月7日、Hunter) 全5名
- 隣の女子大生を部屋飲みに誘ったらまさかのOK！でも超ガードが堅くてガッカリ…。でもでも酔っ払ってきたら突然キス魔に変身して超ビックリ！！ (7月7日、お夜食カンパニー) 全4名
- 膝上25cmのタイトミニ、気持ちよすぎる腿コキ 7 (7月13日、アロマ企画) 全7名
- 汗ダク性交人気女優ランキングベスト10 4時間 (7月13日、イエロー) 全10名
- 海水浴帰りのビキニ美女が訪れるUVケアオイルエステ (7月15日、プレステージ) 全4名
- 不妊治療の検査に夫婦で訪れ、採精室でなかなか射精に至らない夫から射精を手伝って欲しいと強引に頼まれた新人ナースはパンチラや胸チラ等の羞恥的なポーズを要求されても断れず、調子に乗った夫に手コキやフェラチオまでさせられ最後は挿入まで許しセックスしてしまう (7月19日、ゴールデンタイム) 全5名
- 拘束汗だくイカセ性交 vol．2 (7月19日、TEPPAN) 全30名
- 男子禁制、女子寮に男はボク1人! 姉が住む女子寮はドスケベ女の巣窟!? 全寮制女子○に通う姉の元に、届け物を渡しにやってきたボク。 2 (7月19日、Hunter) 全7名
- 突然降ってきたゲリラ豪雨でびしょびしょになった同級生!透け透け濡れ濡れの下着と巨乳にたまらず勃起してしまった童貞の僕!するとギンギンチ●ポに気づいた彼女が恥ずかしそうに僕に近づき… 星空もあ・かなで自由・柊木なな (7月22日、スクープ) 全3名
- 美人妻限定！！ナンパ生中出し！！ 厳選人妻13名 8時間総集編 vol.2 (7月29日、プレステージ) 全13名
- 綺麗なお姉さんとの汗びっちょりになるほどの肉弾性交4時間てんこ盛り 4 (8月5日、NON) 全15名
- 見たくない 見たくなひのに 見てしまう JET映像1周年記念 全52タイトル作品紹介 (8月7日、JET映像) 多数出演
- 家の中で常に機会を伺っている強姦魔! 突然出来た義妹が無防備過ぎて刺激的! (8月7日、アパッチ) 全5名
- 高額羞恥バイト リモバイ付けてカフェ店員に挑戦してみませんか？ (8月7日、アパッチ) 全5名
- 「知らなかった！義姉の真の姿！！」突然出来た義理の姉と相部屋！！超優しくて超まじめで面倒見の良い義理のお姉ちゃんが何と酒乱だった！！ (8月7日、Hunter) 全5名
- イケメンの友達がほろ酔い状態の女の子を僕の部屋に連れて来た！女に無縁の僕にはそれだけで大興奮なのに超過激でHな王様ゲームが始まっちゃって…6 (8月7日、お夜食カンパニー) 全4名
- どっちが脱ぐ？どっちがヤル？友情崩壊生贄ゲーム！イジメられ登校拒否していたらイジメっ子女子たちが見舞いにきた！当然、許すわけがないボクは… (8月7日、お夜食カンパニー) 全4名
- 北野翔太 best collection vol.1 (8月18日、GIRL’S CH) 全4名
- 帰宅まで我慢できない野外アクメ！媚薬が効きすぎてオナニーを抑えきれず何度もイキ漏らす発情JK 2 裕木まゆ・尾上若葉・星空もあ (8月18日、ナチュラルハイ) 全3名
- 素人限定！目指せ賞金100万円！ぬるぬる！スケスケ！着衣ローション相撲 (8月19日、ATOM) 全6名
- 何度も何度もイカセ続ける連続昇天スペシャル (8月19日、TEPPAN) 全22名
- 「気絶したフリで人工呼吸! まさかのキス初体験!」初めて味わう女子の唇の感触…、ヤバい! 股間だけ起きちゃう! (8月19日、Hunter) 全6名
- 街で見かけたどんないい女でもデリヘルとして呼べる未来のもしも電話 (8月26日、BAZOOKA) 全4名
- ラグジュTV×PRESTIGE PREMIUM 03 (8月26日、プレステージ) 全10名 ※「七瀬あかり」名義
- 射精直前フェラチオ113連発！ (9月1日、MOODYZ) 多数出演
- 池田径 通称ぽこっし～のイケイケガールハンター 37 (9月1日、アートモード) 全5名
- マ●コを広げて、巨根に4時間狂いっぱなしな浮気妻たち (9月2日、光夜蝶) 全10名
- もう死んだってかまわない!超ラッキーの連続で巻き起こるスケベ過ぎる一日!鼻血が止まらないくらいの夢のエロハプニング続出! 7 (9月7日、ゴールデンタイム) 全10名
- ガチンコ素人ほろ酔いレズバトル (9月8日、ロケット) 全6名
- 海水浴場生着替え痴漢 (9月19日、アパッチ) 全5名
- 超ラッキー!! 大きなおっぱいが水着からポロリ!! 旅行先の温泉スパリゾートで悪ふざけして、水着を取り合っている女の子たちがポロリしまくり!! (9月19日、Hunter) 全7名
- 面接で行った会社のソソる美人受付嬢は超巨乳!目が合うだけでドキドキ勃起してしまう僕を面白がって… 桂希ゆに・春川せせら・星空もあ (9月22日、SOSORU×GARCON)
- 彼氏の先輩（デカチン）と2人っきりにして彼女のヤリマン度調査 相澤ゆりな・斉藤みゆ・星空もあ (9月22日、ロケット) 全3名
- 挑発ディルドオナニー Ⅵ (9月25日、アロマ企画) 全6名
- HEROレインボー エクスタシー大絶頂殿堂入り神シリーズ14作品300min (10月13日、HERO) 全14名
- 素人限定! パンチラ連発! ポロリ＆マンチラ盛りだくさん! 固定バイブだるまさんが転んだツイ○ターゲーム (10月19日、ATOM) 全8名
- 図書館で働く真面目な女性…と思ったら、エプロンの隙間から見える超ミニスカートからのパンチラが僕をソソる誘惑!! 僕の視線に気付いたのか、やたらとパンチラを見せつけてくるのでもう辛抱たまりません!! 2 星川麻紀・本真ゆり・星空もあ (10月20日、SOSORU×GARCON) 全3名
- ショック！ 中学まではペチャパイだったお姉ちゃんが●校生になった途端に巨乳になったと思ったら、地元でかなり有名なヤリマンになっていた！ (11月7日、Hunter) 全6名
- DID 誘拐・監禁・着衣緊縛・猿轡 拘束され絶望するヒロインたち (11月7日、シネマジック) 全10名
- 『ちんちん危機一発ゲーム』で乱交に！学校に男はボク1人！目に入るパンチラに勃起していたら、『ちんちん危機一発ゲーム』の標的に！！ (11月7日、Hunter) 全6名
- JK文化祭模擬店 ちら見せオナサポ喫茶 VIII (11月13日、アロマ企画) 全8名
- バーチャルM男散歩 脇・脚・窒息・唾液・射精管理・・上から目線で見下されたい貴方へ (11月19日、シネマジック) 全6名
- SEX中の無防備なアナルが丸見え性交ベスト (11月19日、TEPPAN) 全30名
- 奇跡!? 授業中に僕だけに見えるパンチラデッサン! (11月19日、ゴールデンタイム) 全5名
- 超内気で弱気なボクに突然2人の巨乳過ぎるヤリマン妹が出来た！ (11月19日、Hunter) 全6名
- しこずり先生チンポしゃぶりながら興奮して己を語る外性器偉人伝 ディルドオナズボズボ、フェラテコ授業で業界の裏側大暴露! (11月25日、ケイ・エム・プロデュース) 全5名
- 脅迫され4時間玩具にされました (12月2日、光夜蝶) 全10名
- 乳首と乳首を擦りつけクイコミ接吻対決 女vs女 ザBONDAGEレズバトル (12月7日、シネマジック) 全6名
- 「どっちのおっぱいが興奮する？」巨乳の義理姉2人から究極の選択！！ 父が再婚してできた義理姉2人が「どっちで興奮したの？」と迫ってきた！！ (12月7日、Hunter) 全6名
- 川の字で寝ている姉の隣で姉の友達（巨乳）ボクを夜這い！そして中出し！ 姉の友達が寝返りする度に巨乳が超接近で勃起しまくりで寝られない！ (12月7日、Hunter) 全5名
- 義妹が仕掛ける性的いたずらがボクの股間を狂わせる！母親が再婚してJKの妹が出来た！母親＆父親がいる時にボクにちょっかいだしてくるんです！！ (12月7日、Hunter) 全5名
- 昼勤はマジメな看護師が、夜勤の時は病院内で格安でヌいてくれるデリヘル看護師だった！でもヌキだけでは我慢できずしつこく挿入をお願いすると、「声出ちゃうから、ゆっくりだったら…」とスローピストンで挿れさせてくれた！！ (12月7日、お夜食カンパニー) 全4名
- おっぱい！いっぱい！オムニバス Vol.1 (12月8日、学園舎) 多数出演
- お尻が発育し過ぎた女子校生のデカ尻娘を拘束しマ○コにバイブ突っ込み放置アクメ! 感度抜群に仕上がったカラダに義父が強制的にチ○ポ挿入! 母に隠れて鬼突きピストン痙攣堕ち! (12月9日、V＆R PRODUCE) 全4名
- 女子校生にもっとおねだりランキング！ Vol．7 (12月10日、学園舎) 多数出演
- S-Cute美乳美少女フェスティバル 8時間 (12月13日、S-Cute) 全16名
- ドキュメンTV×PRESTIGE PREMIUM 家まで送ってイイですか？ 04 (12月16日、プレステージ) 全5名 ※「まり」名義
- 射精直前の獣のような激しい腰振り 60発射 2 (12月19日、TEPPAN) 全60名
- 拘束媚薬『発狂』中出し痴漢 (12月19日、アパッチ) 全5名

- 汗に煌めくショートカット鉄板女優 激性交集 (1月1日、TEPPAN) 多数出演
- 母親のおかげでママ友と毎日エッチなことをしています。ひきこもり息子の命令に絶対服従する母。外に出たくないけど人一倍性欲がある息子の命令でAVをレンタルしに行かされたり、挙げ句の果てには手コキやフェラまでしてお世話をする母。 (1月7日、Hunter) 全7名
- 生まれて初めての金蹴り 3 金玉ツブれたら死んじゃうんですよね? (1月5日、フリーダム) 全43名
- 馬乗りビキニギャルの極小三角地帯に僕の勃起チ○ポが擦られる!閑散とした室内プールの女子更衣室に、趣味の盗○カメラをしかけて美女の着替えを楽しむのが僕の唯一の趣味。ある日カメラを回収しようとしたら、彼氏と喧嘩してもう戻ってきたギャルに見つかってしまい、彼女の彼氏に対する怒りは俺に!!エキサイトした彼女にビキニで馬乗りになられて、ヤバイ…こんな時に立ったら…しかし思わず勃起!それに気づいたギャルは何かを思いつきニヤリ!彼女はビキニを勃起チ○ポに擦りつけ彼氏への当てつけにビキニの隙間から濡れ濡れマ○コに咥え込んじゃうソソるエロビキニギャルだった! 桜ちなみ・星空もあ・かなで自由 (1月6日、SOSORU×GARCON) 全3名
- アイエナジー女子社員にすぐに破れるラップ1枚隔てて素股体験させてみました (1月6日、アイエナジー) 全5名
- お正月からこんな姿見たくない！見せたくない！！自慢のしっかり者年上彼女と一緒に夢のためならどこまで出来る？信頼関係は敵か味方か仇か 素人カップル変態生き恥チキンゲーム 今井まい・星空もあ・中川絢音 (1月6日、ロケット) 全3名
- 駐輪場で拘束され固定媚薬バイブで放置イキしながら助けを求める女子校生を犯さずにいられますか？ 全員中出しVer． (1月7日、アパッチ) 全5名
- 一般男女モニタリングAV 禁断の生中出しスペシャル！心優しい巨乳の姉と未だに童貞の弟がセックスの予行演習にチャレンジ！アソコ●を擦り合わせるだけの素股セックスをできたら100万円！！想定外に勃起したカチカチの弟チ○ポ！恥らいつつも男を感じて濡れちゃった姉マ○コに勢い余ってヌルッと大挿入！街で見かけた仲良し大学生姉弟の筆おろし近親相姦！ 6 (1月7日、ディープス) 全6名 ※「うた」名義
- 悪質シロウトナンパ 3 お願い！素股してくれませんか？カチカチ生チ●ポが直接アソコに擦れて思わず濡れちゃう女の子 ぬるぬるワレメにツルっと生挿入！ (1月10日、ブリット) 全4名
- 僕ひとりだけの、ハーレム水泳部 (1月13日、ギャロップ) 全12名
- 完璧すぎる超まじめで優しい姉を持った、おバカなヤリマン妹は姉を敵視している! だから姉が連れて来る彼氏を誘惑してはちょっかいを出しています。 (1月19日、Hunter) 全5名
- 体育の授業をサボってブルマ姿で教室に戻ってきた発育盛りの女子。俺が面白半分で机の上に立てておいたバイブを見つけてムラムラ!周りを見渡してその場でオナニーを始めたもんだから、それを覗いて勃起しちゃった俺はもうソソられまくり!! 黒瀬萌衣・星空もあ・葉山美空 (2月2日、SOSORU×GARCON) 全3名
- 痴漢された気弱な女を助けたばかりに電車内で輪姦されたゴムまみれ女子校生 星空もあ・なつめ愛莉・さくらみゆき (2月2日、ナチュラルハイ) 全3名
- 真面目な義理の妹を犯していたらその現場を目撃したヤリマンの義理のお姉ちゃんは、発情してしまい何度も犯されてしまいました… 2 (2月7日、Hunter) 全6名
- 女体化媚薬で妹のレズ肉便器にされた兄 星空もあ・さとう愛理 (2月7日、山と空)
- 黒ストが似合う女医先生が利尿剤を混ぜたドリンクを大量ゴックン！尿意を堪えきれず僕の前で…滝失禁！！！ 涙目で恥ずかしがる姿がクソエロいので… (2月10日、プレステージ) 全4名
- 超★鉄拘束レズビアン 8時間DX (2月17日、クリスタル映像) 全11名
- 使用済み下着 働くお姉さんのパンツ染み (2月25日、パンじみ) 全13名
- 通学途中のおとなしそうなソソる女子に、うっかりぶつかったフリしてジュースをかけて「すみません!大丈夫ですか？」とガレージに連れ込み、拭いてあげるフリして触りまくり！更に電マを当てて腰砕けにし、勃起チ○ポをねじ込んでやりました!! 今井まい・森保さな・星空もあ (3月2日、SOSORU) 全3名
- 「職場の同僚とAV鑑賞して下さい！！」会社では真面目に働くOLも隣で勃起中の同僚チ◎ポを見たらどうする！？街頭ナンパで徹底検証！！10組4時間SP (3月3日、グリグリ) 全10名
- フライト帰りのキャビンアテンダントさんたちに突撃交渉！40歳過ぎても未だに童貞のおじさんと人生初の王様ゲームしてみませんか？ (3月7日、ディープス) 全5名 ※「りか」名義
- ニーハイ×超ミニスカのヤリマン女子校生たちがボクの部屋にやってきた！！ (3月7日、Hunter) 全7名
- 新しい娘は女子校生のクセしてオトナも顔負けな超安産型デカ尻！挑発するようなパンチラ姿に義父は理性保てず即ハメ生挿入! 母に隠れて張りつくパンツ尻を堪能しながら何度も中出し! (3月10日、V＆R PRODUCE) 全4名
- おしっこ我慢できなくなり野ションするフットサル女子の盗撮成功！！「動画サイトにうpしてイイですかw」で、生ハメ中出しまでヤレるか検証！！ 水城りの・さとう愛理・星空もあ (3月10日、プレステージ) 全3名
- 目上の女性の挑発パンチラ 4 ～ひたむきお姉さんと探し物編～ (3月13日、アロマ企画) 全6名
- M男性感開発アナル責めメンズエステ 2 (3月18日、アイエナジー) 全4名
- 母娘同時大量ぶっかけごっくん痴漢 (3月19日、アパッチ) 全6名
- 素人カップルマジックミラーモニタリングAV 『媚薬で変貌していく巨乳彼女をマジックミラー越しに観察してみませんか？』 (3月19日、ATOM) 全5名 ※「めぐみ」名義
- 東洋美女が集う極上アジアンマッサージ (3月24日、プレステージ) 全4名
- 挑発的チラリズムコレクション (3月25日、アロマ企画) 全5名
- パンチラオナニー挑発 (3月25日、アロマ企画) 全6名
- 禁断の近親相姦3P! ○学生以来? 久しぶりの家族旅行で温泉宿で妹二人と川の字で寝る事に!! とにかく寝相が悪い妹は浴衣がはだけまくりでいつの間にか成長した生おっぱいとパンティが見えまくり! 当然勃起しまくり! (4月7日、ゴールデンタイム) 全6名
- 「リアルな勃起チ○ポを描く為に必要なの！」ボクの姉はエロ漫画家。しかし、男の体を知らないようでいつも男の体はアシスタント任せ。 (4月7日、Hunter) 全6名
- S-Cute イキまくりラブラブエッチコレクション 8時間 (4月13日、S-Cute) 全17名
- 美脚×ハイレグ×ストッキング眼鏡 VOL.002 推川ゆうり・星空もあ・生駒はるな・真田美樹 (4月14日、バズーカ)
- ミニスカートを履いたパンチラ女子校生に媚薬を飲ませると自らニーハイソックスを擦りつけながら淫らにパンツを湿らせ、カニバサミで中出しを求めた! 2 (4月14日、V＆R PRODUCE) 全4名
- 現役女子大生のセクキャバ嬢が「私のパパになって」とエロモード全開で求めてきた！！貴方ならどうする！？ 水城りの・星空もあ・真田美樹 (4月14日、プレステージ) 全3名
- ポロリ＆マンチラのオンパレード！温泉街で見つけた素人お嬢さん限定！タオル一枚 ツイ●ターゲームしてみませんか？ (4月19日、ATOM) 全5名
- 家族がいない時に妹の友達が遊びに来て二人きり。妹が帰ってくるまで待っていると「楽だから」とブルマーに着替えて四つん這いでモゾモゾ。食い込むブルマーに興奮してしまいチ○ポをこすりつけたら「Hしてもいいよ」と、初めからやる気マンマンで来ていたソソる妹の友達！ 今井まい・星空もあ・なごみ (4月20日、SOSORU×GARCON) 全3名
- 寝取られ 拷問快楽屋 vol.3 星空もあ (4月25日、BabyEntertainment)
- 最強属性10 星空もあ・さとう愛理 (5月5日、プレステージ)
- 最高級AV女優在籍SEX回春リフレクソロジー Vol.002 (5月12日、バズーカ) 全4名
- 公衆トイレ大量お漏らし パンツ内大量射精痴漢 全員巨乳Ver． (5月19日、アパッチ) 全5名
- 突然のゲリラ豪雨で雨宿りに入ったネットカフェでペアシートしか空きが無く、狭い個室に会社の部下と二人きり! ずぶ濡れで下着が透けまくる部下の姿がイヤらし過ぎて堪らず犯して強引にチ◯ポを挿入! 感じるまで腰を振り続け中出しまでしてしまいました。 (5月19日、アパッチ) 全5名
- 口壊 喉レイプ凄絶イラマチオ vol.2 (5月25日、BabyEntertainment) 全7名
- 全裸レストラン狂想曲! 貞操観念0空間で生殖器モロ出し社交 (5月26日、REAL) 全5名
- ずっぽり汗だくオナニー 40名 (6月1日、TEPPAN) 全40名
- 肉付き最高のドM女は受胎性交でアヘ顔晒す4時間 (6月2日、NON) 全10名
- 『ダメ！動かさないで！！挿っちゃうから！私、声出ちゃうからダメ！』巨乳ナースさんと素股してたらヌルヌルでズボッ！結局、生挿入！生中出し！！入院したけど彼女はおろか友達すら一人もいない童貞のボクにはお見舞いなんて誰一人来ません…。 (6月7日、ゴールデンタイム) 全5名
- 「一度でいいから揉んでみたい!」ブルマを履いたデカ尻妹に兄が睡眠薬を飲ませて、夢の豊満尻を堪能し何度も中出し! (6月9日、V&R PRODUCE) 全4名
- AV女優 裸コレクション 第五弾 (6月9日、V&R PRODUCE) 全20名
- 星空もあの競泳水着 (6月16日、アスリート)
- 星空もあのレオタード (6月16日、アスリート)
- フィギュアスケート選手 星空もあ (6月16日、A-style)
- 追いかけ回しぶっかけ痴漢 (6月19日、アパッチ) 全5名
- 今年の夏は遊ぶ気満々！女子大生ヤリマン予備軍にヤラれまくったボク！！女子と海水浴なんて一度も行ったことのないボクは超夏嫌い。しかしそんなボクと真逆に夏が待ち遠しくてたまらない大学生の姉ちゃんが友達を呼んで、まさかの水着披露会！？海やプールでナンパされたい！彼氏をゲットしたい！とテンション上がりまくり！その生着替えをのぞいていたらバレてしまったけど、女子大生たちは水着を見せつけてポロリ連発！！ すると、勃起したボクのデカチンに全員目の色が変わりはじめて…！？ (6月19日、Hunter) 全6名
- 焦らし風紀委員会 (6月25日、アロマ企画) 全5名
- 喉ズボファック4時間 (6月30日、NON) 全10名
- 空前絶後の超絶淫靡の鉄板女優 騎乗位 100名 (7月1日、TEPPAN) 全100名
- マジックミラー号 現役ナース限定!チ○ポのお悩み相談に協力してくれた白衣の天使が癒しのフェラから一転-ビンビンのチ○ポに火がついてまさかの杭打ち騎乗位で勝手に激イキ!in池袋 (7月6日、ソフトオンデマンド) 全10名
- 入院中の彼女が寝ている隣で他の入院患者とヤってしまったボク!入院中の女性は欲求不満で超肉食? 入院している彼女のお見舞いに行ったら同室の巨乳女性たちにおっぱいを見せつけられて誘惑されてしまい、彼女が寝ているベッドの隣でカーテン越しにエッチしてしまいました…。 (7月7日、Hunter) 全7名
- サークル飲み会で何も知らない新入生たちと乱交しちゃった映像を勝手にAV化！酔わせてエッチな飲み会ゲームで盛り上がって最後は乱交！いっぱい中出しさせてもらいました！！ (7月7日、お夜食カンパニー) 全6名
- 極楽悶絶むちむちマッサージチェア (7月13日、アロマ企画) 全4名
- 超巨根性交 デカチンに魅せられる女達 BEST OF BEST 55名 (7月19日、TEPPAN) 全55名
- 自慢の妻をマジックミラー1枚隔てた“寝取られ性感マッサージ”へ オイルまみれでイカされ続けた若妻は我慢出来ずに他人チ○ポで不倫生ハメ真正中出しされてしまうのか！？ (7月20日、ソフトオンデマンド) 全4名 ※「ふみか」名義
- 2組の仲良しヲタカップルが目の前で寝取られる 百合カップルスワッピング交流会 (7月25日、ビビアン) 全4名
- パコリチャンスの宝庫!! 免許合宿でヤリ部屋を作ろう!! (8月1日、ヤリマン伝説) 全4名
- 拒んでも拒んでも感じまくってるようにしか見えない私はささいな事でイってしまう！超敏感●早漏OL！ずっと秘密にしていた私の超敏感な早漏体質のカラダがある日、会社の上司にバレてしまいました…。 最初は軽いセクハラで面白がっていた上司が悪乗りして、セクハラはどんどん過激にエスカレート！必死に拒んでもカラダは超敏感に感じまくっちゃって、心では嫌がっているのにチ○ポをハメられながら何度もイキまくってしまいました…！！ (8月7日、ゴールデンタイム) 全4名
- 女子社員と出張中に強力媚薬をのませると、熱くなってきたソソる女子社員がハアハア色目を使ってきた。でも焦らすため、あえて部屋に戻って放置プレイ! 我慢できなくなった女子社員は廊下でお漏らし!! さらに羞恥プレイでさらし者にしてやったら「犯して下さい」と恥ずかしい事いうので、最後は部屋でタップリやってやりました!! 星空もあ・橋下まこ・葵千恵 (8月10日、SOSORU) 全53名
- 素人カップル対抗！クイ打ちピストン騎乗位でクイズに答えて賞金100万円 パート2 (8月10日、ロケット) 全5名
- ちょいちょい放送事故しがちな女ナマ主の部屋をこっそり覗いてみたらヤバい事が起こるに違いない（2）完全版 星空もあ (8月15日、パラダイステレビ)
- くいこみコブ縄学園 同性リンチ調教アイドル転校生 星空もあ (8月19日、シネマジック)
- 巨乳過ぎるお姉ちゃんが実はドストライク!! そんなお姉ちゃんと狭いお風呂で二人きりに!! (8月19日、Hunter) 全5名
- 引っ越しアルバイト始めたエロ過ぎる身体つきした巨乳娘 星空もあ (8月19日、MARRION)
- 1vs1 ノーカット1本勝負SEX 4本番 VOL.003 (8月25日、バズーカ) 全4名
- 黒パンストで美脚が際立つ元カノに生挿入 引き締まった細い脚を好き勝手に弄りたおしてスマホで撮りながら中に出す (9月7日、Mr.michiru) 全4名
- 真剣に結婚を考えている彼女からのラブラブビデオレター撮影後のうっかり録画映像がボクを地獄に叩き落とした！ (9月7日、お夜食カンパニー) 全4名
- AV女優 自画撮りオナニーコレクション (9月8日、V＆R PRODUCE) 全18名
- ラグジュOL ランチタイムにAV出演する働くオンナたち VOL．002 (9月8日、BAZOOKA) 全4名
- 素人M男参加企画 変態唾フェチM男の夢の唾ベロプレイ 前編 星空もあ・いろはめる・愛原れの (9月10日、フェイティッシュ) 全3名
- 悪質シロウトナンパSP お願い！素股してくれませんか？カチカチ生チ●ポが直接アソコに擦れて思わず濡れちゃう女の子 ぬるぬるワレメにツルっと生挿入！14人4時間 (9月10日、ブリット) 全14名
- カメラ小僧御用達 地下アイドル コスプレマニア撮影会 (9月13日、アロマ企画) 全6名
- 義理の妹2人の重ねマンにW大量中出しで妊娠確実！？親の再婚で新しく出来た2人の義理の妹が可愛すぎる！しかも普段からパンチラしまくり！乳首透けまくり！超無防備すぎてボクは勃起しまくり！ (9月19日、ゴールデンタイム) 全6名
- 足腰ガクガク！！ ハードピストン立ちバック 3 (9月19日、TEPPAN) 全50名
- がめつい女を懲らしめろ！素人娘限定！賞金と妊娠を掛けたチキンレース！金に釣られて欲張るほどに高まるリスク！トんだらその場で即種付けセックス中出しの危機一発ゲーム！ (9月21日、Mr.michiru) 全4名
- 「乳首舐め手コキ」をしていた乳首愛撫専門のデリヘル嬢が、握ったチ○コの固さに欲情してか行き過ぎたサービスしてくれて生中出しまでさせてくれた。 2 (9月21日、Mr.michiru) 全4名
- 酒池肉林のカオス状態！！ボクの部屋はいつの間にか行き場を失った女の子たちの都合のいい溜まり場になっています。部屋は狭くなり食費も掛かりますが、部屋にいる女の子たちは都合よくボクの気分で何度も抱かせてくれるので好き勝手させています。 (10月7日、お夜食カンパニー) 全6名
- 素人M男参加企画 変態唾フェチM男の夢の唾ベロプレイ 後編 星空もあ・いろはめる・愛原れの (10月10日、フェイティッシュ) 全3名
- ポロリ続出！祭りだ！浴衣だ！素人限定！ノーブラ浴衣でくすぐり我慢ツイ●ターゲーム (10月19日、ATOM) 全5名
- ガチイキ未経験のヤリマン幼馴染の初イキ開発専用機になったボク！？可愛くて学校でモテモテのヤリマン幼馴染！だけど男にイカされた事がない！？早く初イキを味わいたくて、冴えない童貞のボクを練習台に指名してきたのですが… 恋愛感情ゼロのエッチサポート役は屈辱過ぎる!! (10月19日、Hunter) 全5名
- 【4人の女子大生】パンツ売り子 その場で染み付け (10月20日、パンじみデラックス) 全4名
- 選ぶたびに絶叫オナニー! AV女優の帰れまTEN～大人のデパートエムズ 秋葉原店で大手アダルトグッズメーカー「A-ONE」の人気商品ベスト10を予想 坂井亜美・星空もあ・優希絵理奈 (10月29日、パラダイステレビ)
- DID 誘拐・監禁・着衣緊縛・猿轡 拘束され絶望するヒロインたち 3 (11月7日、シネマジック) 全11名
- 「私だってちゃんとエッチできる大人の身体なんだよ？」親の再婚で突然出来た義理の妹は女子校生。年も離れているし、まだまだ子供だと女扱いしなかったら「バカにしないで！」と突然怒り自分のスカートをめくりパンツを見せてきた！しかも、女として認められたいと勃起させようとしてくる! ! (11月7日、Hunter) 全5名
- 乳首吸い比べ選手権 (11月10日、レアル・ワークス) 全16名
- 世田谷セックスレス美人妻ワリキリヤリコン盗撮ビデオ (11月13日、KARMA) 全4名
- 「ハグ／添い寝／腕枕」までしかしてくれないJKリフレ店の女の子とお店に内緒で中出し援助SEXをする。 3 (11月16日、Mr.michiru) 全4名
- OLパンストごと挿入大量射精痴漢 2 (11月19日、アパッチ) 全5名
- 放課後レズビアン 幼なじみと転校生と…。 佳苗るか・星空もあ・葉月七瀬 (11月19日、ビビアン) 全3名
- 【素人ギャル個撮初ハメ撮り体験】 金欠ヲタク女子 星空もあ (11月25日、シャーク)
- ★★★★★ 五ツ星ch 高身長グラマラスSP 01 身長もエロさも超ハイレベルな美女を厳選してお届け! (12月1日、プレステージ) 全5名 ※「七瀬あかり」名義
- セフレにフェラばかりやらされてセックスしてもらえない文学少女は実は超ヤリマンで欲求不満! (12月7日、Hunter) 全5名
- ナチュラルハイ年末スペシャル 敏感 （マル）恥 巨乳痴漢撮り下ろし総勢10名 2枚組 豪華版 (12月7日、ナチュラルハイ) 全10名
- 密室で乳首をいじられ失禁イキしながら発情する女子校生 (12月7日、ナチュラルハイ) 全4名
- 東京五反田人妻専門風俗店内盗撮 スキモノ面食いソープランド店長の入店面接盗撮ビデオ 自分の好みの美形女性だけをハメた厳選秘蔵コレクション (12月13日、KARMA) 全8名
- セクシーお姉さんOLのお色気ムンムン たっぷり抜ける！誘惑妄想パンチラコレクション (12月13日、KARMA) 全48名
- 衝撃素人投稿！PTAの懇親会で撮影された泥酔させられたあげく意識朦朧の状態で無理矢理性行為を強要されたウチの妻の動画 (12月13日、KARMA) 全8名
- 女子校生ノーパントップレス (12月22日、レアル・ワークス) 全4名
- 巨乳限定！！騎乗位中出し23発 (12月25日、本中) 全20名

- 突然パンチラで挑発されてこっそりシゴいちゃった僕。その15 (1月13日、アロマ企画) 全6名
- 完全主観！対面でエッチなおま○こを見せつけ一緒にオナニーしてくれるDVD (1月13日、アロマ企画) 全5名
- 彼女ともっと仲良くなるじゃれあいラブラブSEX (1月13日、S-Cute) 全8名
- ふたりで一緒にオチ○チン舐めしゃぶり！友達と一緒にWフェラ！ 10組傑作選 (1月19日、OFFICE K’S) 全20名
- 腰ふり騎乗位で騎乗（の）られちゃった僕。 (1月25日、アロマ企画) 全5名
- 鉄板の真髄！ 汗だく性交 BEST 2 (2月1日、TEPPAN) 全30名
- 一般黒人男性×素人女子大生 巨乳女子大生が日本を訪れたデカチン黒人観光客と初めてのぬるぬるソープ体験! (2月7日、ディープス) 全4名 ※「かほ」名義
- 友人の見舞いに行くとソソる看護師だらけ！その制服の中が見たくて、こっそり更衣室のロッカーに隠れてみると…やってきた看護師の着替えが見れるどころか激し過ぎる生オナニーを目撃！？ 涼海みさ・宮村ななこ・星空もあ (2月8日、SOSORU) 全3名
- 自画撮りパンチラ挑発 (2月13日、アロマ企画) 全6名
- 娘の家庭教師の女を媚薬付きチ○コイラマで発情させて奴隷化! レズ口移し媚薬で娘も発情! 近親＆レズ3Pで何度もW中出しセックス (2月16日、プレステージ) 全4名 ※「みほ」名義
- クリトリスの形までクッキリわかる!イキまくりパンツ越しオナニー (2月25日、アロマ企画) 全6名
- 五●田にある美人揃いで有名なイメクラに盗撮メガネをかけて潜入。手コキだけのお店のはずなのにフェラやパイズリまでしてもらえた理由 3 (3月1日、変態紳士倶楽部) 全9名
- ヤレる人妻回春マッサージ19 中出し交渉盗撮 (3月1日、変態紳士倶楽部) 全5名
- フリーダム センズリ観察オーディション2018 (3月5日、フリーダム) 全5名
- 中学の頃めちゃくちゃヤリたかったイケてる女子たちが大人になった今、ヤレる雰囲気満々でボクの家にいる！中学時代の仲間と集まってプチ同窓会！！その後、イケメンの提案で近くのボクの家で宅飲みする事に！！ 明海こう・神宮寺ナオ・星空もあ (3月7日、お夜食カンパニー) 全3名
- 美脚×ハイレグ×ストッキング眼鏡 スーパー・ベスト・コレクション 8時間 (3月9日、BAZOOKA) 全16名
- 図書館 ピタパン司書素股中出し痴漢 (3月19日、アパッチ) 全5名
- ボクの事を昔イジメていたヤンキー娘が美人妻になって健全なマッサージ店で性的サービスをしている情報を入手、それをネタに復讐ついでに中出しまでした件。12 水川かずは・星空もあ・仲間明日香 (4月1日、変態紳士倶楽部) 全3名
- 熱い接吻で互いを求め合う密着性交 2 (4月1日、TEPPAN) 全30名
- 五●田にある美人揃いで有名なイメクラに盗撮メガネをかけて潜入。手コキだけのお店のはずなのにフェラやパイズリまでしてもらえた理由 4 (4月1日、変態紳士倶楽部) 全9名
- 「先っぽだけ入れさせてください」と素人娘をモニタリング！部屋に招き入れ男優がパンツを脱ぐと恥ずかしがる理想のリアクション！ところが・・・ エロモードに入った途端すさまじいセックスを披露し絶倫男優がギブ逃げするほど変態娘だった。 (4月1日、ぐりーんあっぷる) 全5名
- フリーダム 金蹴りオーディション2018 (4月5日、フリーダム) 全5名
- こぶ縄くいこみ触手棒責め 生殖器をしごかれ悶絶する女たち 2 (4月7日、シネマジック) 多数出演
- スーツ姿も初々しい社会人1年生・OLもあちゃん23歳のスカートにザーメンぶっかけメドレー! 星空もあ (4月7日、下半身タイガース)
- 彼女は僕の従順いいなりペット 星空もあ・枢木あおい (4月7日、パコパコ団とゆかいな仲間たち)
- 私達で試乗しませんか?巨乳カーディーラーの淫ら過ぎる営業 (4月13日、バズーカ) 全4名
- セックスよりも気持ち良い本気の絶頂オナニー100連発 (4月13日、MOODYZ) 全70名
- 目隠しをしてカラダの感覚を研ぎ澄ませ！素人限定！カラダに当ってるのは何！？ゲーム (4月19日、ATOM) 全5名
- 集団突き出しピタパン尻に大興奮！！ヨガ教室に参加してみたら男はボク1人！？周りを見渡すとヨガのポーズでお尻が強調されたピタパン女子だらけでとにかくエロ過ぎる！！そんな環境なので…勃起しまくり！勃起していたら当然、バレてしまい醜態をさらすハメに！ (4月19日、Hunter) 全6名
- 美人保険外交員を性感マッサージでとことんイカせてみた 星空もあ (4月21日、パラダイステレビ)
- ニャンニャン大好きAV女優が生でニャンニャンしちゃうニャン 完全版 星空もあ・ゆうひ菜那・七海ゆあ (4月24日、パラダイステレビ) 全3名
- 「カップル限定」マジックミラー号の中で、自慢の彼女を「寝とって」真正中出し！ 17 (4月26日、ソフトオンデマンド) 全6名
- 完全主観 ディルド足コキ罵倒 (5月5日、ジャパン有限会社) 全18名
- フリーダム 脚コキオーディション2018 (5月5日、フリーダム) 全5名
- 転校した学校は『ウルトラクールビズ!』生徒も先生もおへそ丸出し!パンチラしまくり!おっぱいも半分見えちゃってる超ミニミニ制服でフル勃起必至の学園生活! (5月7日、ゴールデンタイム) 全6名
- メガネっ娘女子●生 黒タイツ内大量射精痴漢 (5月7日、アパッチ) 全5名
- ホテル痴漢 5 中出しSP (5月10日、ナチュラルハイ) 全4名
- エンドレスセックス ACT．09 シリーズ初レズ！！限界大乱交62P 169分！！ 結まきな・花咲いあん・星空もあ (5月11日、プレステージ)
- 【奇跡】デリヘル呼んだら地元の巨乳な友達で非常においしい思いをした件！！ 3 (5月11日、BAZOOKA) 全4名
- 悪徳エロ医師盗撮36 ○○産婦人科セクハラ診察 (5月13日、KARMA) 全20名
- 乳首いじり文化部レズ痴漢 ～美術部／演劇部／天文部／手芸部～ (5月24日、ナチュラルハイ) 全8名
- パンチラ好きのあなたがフルボッキで思わずシコシコしてしまう！ぷくまん＆すじまん＆よじれまんパンチラ (5月25日、ケイ・エム・プロデュース) 全21名
- タイト! プリーツ! フレア! お姉さんのスカートの中でシコシコ お姉さんのスカート 6 (5月30日、フェ地下) 全6名
- 「早漏の相談中に我慢できず暴発したら優しくゆっくり改善セックスしてくれた看護師さん」 VOL．3 (6月7日、DANDY) 全4名
- ソソル風俗嬢はご近所さん！？ドキドキしながら初風俗、目隠し痴漢イメクラで出てきたのはどこかで見たことがあるソソる嬢…。こいつは興奮するぜ！といざプレイ。しかし目隠しを取ったら、なんと近所の可愛いあの娘！ 星空もあ・水嶋アリス・杏璃さや (6月7日、SOSORU) 全3名
- 「私絶対こんな大きいの挿らない！絶対無理！だから擦り付けるだけにして！お願い！！」と素股を提案！！でも擦り付けていたらマ○コが濡れだしちょっとボクが腰を動かしたらヌルヌルでズボッ！うっかり生挿入しちゃったら「ヤバイ！想像以上に気持ち良い！！ (6月7日、Hunter) 全5名
- 濡れてテカってピッタリ密着 神スク水 星空もあ 美少女から人妻まで可愛い女子のスクール水着姿をじっとりと堪能! 着替え盗撮から始まり貧乳から巨乳にパイパン、ハミ毛、ジョリワキ等のフェチ接写やローションソーププレイやスク水ぶっかけに生中出し等を完全着衣で楽しむAV (6月7日、親父の個撮)
- 気付いたらヤラれてた…。自業自得のヤリコン参加！！私が彼氏に振られて落ち込んでいるのを見かねた女友達（※私から見てもヤリマン）が私のために飲み会を開催！！ついつい飲み過ぎてしまい終電を逃してしまい初めて会った男の家で飲みなおす事に！！ (6月7日、お夜食カンパニー) 全4名
- こんな野外で?! 顔射後も止めない突然の笑顔しゃぶりで連続2回おねだり女子○生 3 (6月7日、ナチュラルハイ) 全6名
- 家事代行奥さんの無防備ラッキーチラリズムに欲情＆即ズボ! 何度も激ピストンされイキ続ける働き者人妻の絶頂SEX!! 紗々原ゆり・瀬戸すみれ・星空もあ (6月8日、プレステージ) 全3名
- KARMAナンパ隊が行く! 素人NTR中出しナンパ! カップルをナンパして彼氏が別室でデレデレ浮気している映像を見せ付けて彼女を寝取っちゃえ! (6月13日、KARMA) 全20名
- 都内某コンビニエンスストア悪徳エロ店長による万引き制服美少女デカちん20cm砲 中出し折檻動画 (6月13日、KARMA) 全20名
- 的外れのマッサージで幼馴染の感じるツボを超刺激したら爆イキ痙攣！勉強も運動も何の取り柄もないボクは只今浪人中！幼馴染が一応ボクを心配して様子を見に来てくれました。しかし、しばらく見ない間に巨乳化している幼馴染の胸にボクは釘づけ！ (6月19日、Hunter) 全5名
- 「ズルイ！私が先に挿れるんだから！！」彼氏がいない欲求不満の姉友と連結だんご状態4Pに！？夏休み、女子大生の姉が可愛い女友達を連れてお泊まり帰省！してきたのですが、姉の友達は彼氏ができないまま夏を迎えてしまい常に欲求不満！こんなボクでもワンチャンあるんじゃないか！？ってぐらいベタベタしてきてはボクの奪い合い！ 超密着してくるので色々な所があたって勃起してしまうと…ボクの奪い合いは本格化！連結するほどだんご状態になってまでボクのチ○ポを３人がかりで求めて来た！！ (6月19日、Hunter) 全6名
- 「中出しされて妊娠したくないなら寮の女の子をここに呼び出してよ!」 絶倫少年 女子寮 巨乳娘連鎖中出し輪姦 (6月19日、アパッチ) 全6名
- 「おっぱいではさむだけならいいよ…！」親の再婚でできた義姉は服を着ていても分かるぐらいの超巨乳！童貞のボクは当然、目のやり場に困りまともに話なんかできません！ (6月19日、Hunter) 全5名
- 「ズルイ！私が先に挿れるんだから！！」彼氏がいない欲求不満の姉友と連結だんご状態4Pに！？夏休み、女子大生の姉が可愛い女友達を連れてお泊まり帰省！してきたのですが、姉の友達は彼氏ができないまま夏を迎えてしまい常に欲求不満！こんなボクでもワンチャンあるんじゃないか！？ってぐらいベタベタしてきてはボクの奪い合い！ (6月19日、Hunter) 全6名
- 向かいの家に住むヤリマン5姉妹の性生活が丸見え！初めてのひとり暮らしで引っ越したアパートの窓から向かいの女子部屋が見放題！？しかも連日男を連れ込んでヤリまくるヤリマン5姉妹の大家族だった！ (7月7日、Hunter) 全6名
- another side 星空もあ・篠田ゆう (7月12日、SILK LABO)
- 隣人がまさかのヤリマン！引っ越し先での挨拶でドアから裸同然のお姉さんが！休日ボクの部屋に来てノーブラおっぱいを全力アピール！ (7月19日、ぐりーんあっぷる) 全5名
- 美人新入社員 催眠レクリエーション 8 真田美樹・星空もあ (7月25日、トラウマアート)
- 満員バスで人妻のボインが女性体験ゼロの僕の体に密着！ パンパンに腫れたチ○ポを股間に感じて奥様のハァハァも止まらない。車内でグリグリ挿入させられちゃった！ (7月26日、SWITCH) 全3名
- 素人ヘアヌード大図鑑～極上おっぱい編 (7月27日、S級素人) 全11名
- パンチラ好きのあなたがフルボッキで思わずシコシコしてしまう！挑発！誘惑！大胆パンモロ！ (7月27日、ケイ・エム・プロデュース) 全20名
- 放課後2人だけで居残り勉強をしている僕とクラスの女子。 用事があって一旦教室を離れ戻ってきたら…勉強ばかりで欲求不満な女子がオナニー中!? バレないように覗いていたら…ソソられ勃起してしまい僕も思わずオナニー! すると気づいた女子が「何見てたの、固くなってるよ」と僕の勃起チ○ポを握ってきた!! 星空もあ・黄金むぎ・七海ゆあ (8月9日、SOSORU) 全3名
- カワイイ顔してヤルことエゲツない ドSメイドがやってきた 星空もあ (8月9日、アキノリ)
- アブノーマルサスペクツ4～美人嗅覚捜査官と絞殺死体～ 星空もあ・真田美樹 (8月9日、トラウマアート) 全2名
- 関東圏有名海水浴場 海の家更衣室水着着替えコインシャワー盗撮動画 (8月13日、KARMA) 全40名
- 制服美少女睡眠薬昏睡いたずら動画 保健室で睡眠薬を飲ませいたずらをする… (8月13日、KARMA) 全20名
- 父親の再婚でいきなり出来た5人姉妹！大家族に憧れていたボクに訪れたまさかの新生活・・・ 姉から痴女られ妹からは逆レイプ！巨乳家系を自慢され毎日ゴム無し生挿入！ (8月19日、ぐりーんあっぷる) 全5名
- パンチラ好きのあなたがフルボッキで思わずシコシコしてしまう！腰クネ！見せつけ！オナサポパンチラ！ (8月24日、ケイ・エム・プロデュース) 全20名
- 温泉旅館にアルバイトで来た地元の女子たちが無防備なスクール水着でウブ尻プリプリさせて風呂掃除をしているのを目撃してしまった!ボクが覗きながらフルボッキしているのもバレてしまい全員から順番に金玉からっぽになるまで襲われた! (9月7日、h.m.p) 全4名
- 「彼氏のチ〇ポじゃイケなくて…」性に悩む巨乳女子大生に白濁汁があふれ出まくるまでイってもやめないデカチン追い打ちピストン！短小早漏チ○ポの彼氏とのSEXにストレス溜まった欲求不満マ○コが連続ガチイキ！デカチン欲しがり連続中出し合計13発 (9月7日、プレステージ) 全4名
- パンチラ＆胸チラてんこ盛り！素人限定！！人間マットツイ●ターゲーム (9月19日、ATOM) 全5名
- 『どうして…助けてくれないの…！？』満員電車公然痴漢～堂々と痴漢されているのに誰にも助けてもらえない女はそのまま挿入されても必死でこらえるだけ～ (9月19日、アパッチ) 全5名
- 女のコばかりの職場でハーレムSEX 4時間SPECIAL (9月28日、BAZOOKA) 多数出演
- NTRカップルナンパ 2 (10月1日、アートモード) 全3名
- 尻丸出し野ション姿を盗撮され生ハメ中出しまで許す放尿女子12名300分 (10月12日、プレステージ) 全12名
- 関東圏某老舗旅館従業員盗撮動画 宿泊先の旅館の一室「ご自由にお飲み下さい」と室内に置かれた飲み物には大量の睡眠導入剤が混入されていた… 色白美人巨乳な女性宿泊客ばかりを狙った昏睡レイプ動画 (10月13日、KARMA) 全20名
- アルバイト先のパート美人妻を自宅に連れ込んだらめちゃくちゃ性欲旺盛で大変なことになった話 寝取られ人妻NTR盗撮生セックス (10月13日、KARMA) 全20名
- 制服美少女 誘惑妄想パンチラコレクション (10月13日、KARMA) 全60名
- 素人お嬢さん限定！電マを当てられながら彼氏と生電話でミッションに挑戦して高額賞金ゲットしてみませんか？ (10月19日、ATOM) 全5名
- イッてもイッてもヤメない子宮口直撃！撃ち下ろしハードピストン (10月19日、アパッチ) 全5名
- 媚薬射精ペニバン襲激 2 女の中出しピストンの快感で助けも呼べず理性を失いレズ覚醒する女子○生 (10月25日、ナチュラルハイ) 全4名
- Gカップ巨乳女子大生が人生初めてのすんごいおっぱい責め＆おっぱい密着ホールド中出しSEX！！「おっぱいで興奮する男性ってかわいい！」おっぱい責めで何度も勃起する絶倫チ○ポにJDのパンツは染みまみれ！！ (10月26日、プレステージ) 全4名
- 石橋渉のGハンターズ (11月1日、アートモード) 全4名
- 唾液を絡ませキスに夢中になって燃え上がる接吻レズビアンセックス4時間 (11月7日、ビビアン) 多数出演
- 一軒家追いかけ回し連続中出し痴漢 (11月7日、アパッチ) 全5名
- ガラス扉巨乳押し付け立ちバックで乳首を擦り付け淫乱スイッチオン！うちには終電をなくした姉の友達がよく泊まりに来るのですが、みんな美人で巨乳のハイスペック！！ (11月7日、Hunter) 全5名
- 痴漢“M”覚醒 レズ Ver．4 (11月8日、ナチュラルハイ) 全6名
- 悲劇は繰り返される! 会社訪問にやってきたリクスー就活女子を昏睡レイプしたデカチン人事担当者の記録動画 (11月13日、KARMA) 全20名
- 一般男女モニタリングAV 街行く巨乳女子大生がはじめての赤面センズリ鑑賞!次々現れるフル勃起ち○ぽの大量射精を至近距離で何度も見せつけ! (11月19日、ディープス) 全4名
- 嫌々チ●ポを挿入され苦痛に顔を歪ませながら犯される女30人4時間BEST (11月23日、BAZOOKA) 全30名
- エクストリームエクストラマッチ Versionピンク vol.1 二宮和香VS星空もあ (11月23日、バトル)
- ぶっかけ!パンティストッキング〜あなたの好きなお洋服にパンティストッキング合わせてみたの〜 (12月7日、下半身タイガース) 全5名
- 手コキしている素人娘に何も言わずに突然射精してビックリさせちゃいました！！ 5時間18連発！！ (12月7日、OFFICE K’S) 全18名
- JET映像 胸糞注意スペシャルBEST1 8時間永久保存版NTR (12月7日、JET映像) 全6名
- 本番行為NG！のおっパブ嬢は超欲求不満！ (12月7日、Hunter) 全6名
- 学生時代に妻をイジメていたイジメっ子たちにその代償を払わせてやる! 宝生リリー・星空もあ・吉岡沙華 (12月7日、お夜食カンパニー) 全3名
- レズレイププロレス 5 星空もあ・二宮和香 (12月21日、バトル)
- レズ痴女ペ○ス狩り 星空もあ×さとう愛理 (12月30日、白虎企画) ※同人動画 DVDソフト
- レズ痴女ペ○ス狩り2 さとう愛理×星空もあ (12月30日、白虎企画) ※同人動画 DVDソフト

- 私の足のニオイを嗅ぎなさい！！ (1月5日、ジャパン有限会社) 全13名
- 挙式を控えた幸せ絶頂期の美人客に生中出し！！ブライダルエステ (1月11日、プレステージ) 全4名
- 盗撮×催淫マンダーラ整体 Film．01 インド大陸の伝統的医学を独自に研究・改良したオーナーが美意識高い一般女性たちを極上の癒しに導く！ (1月18日、プレステージ) 全4名
- パンチラ確定！ミニスカ素人娘限定！目指せ賞金100万円！平均台股裂けクイズ (1月19日、ATOM) 全5名
- 発射寸前！ 我慢汁垂れ流しの気持ちいいフェラチオ160連射8時間 (1月19日、ROOKIE) 多数出演
- デカチンハードイラマとデカチンハードピストンでドMな義妹がさらにボクにどハマり！頭が良く美人でスタイル抜群！ (2月7日、Hunter) 全5名
- 混浴露天風呂に女性客5人と男はボク1人 (2月7日、アイエナジー) 全5名
- はじめ企画一般男女モニタリング！ 大学生ペアばかりに声をかけ男の理性が確実に崩壊する混浴ローション風呂ムラムラ密着ゲーム！先輩女子のポロリで後輩クンは勃起せずにいられるか！？(2月13日、はじめ企画) 全3名
- 家出娘 いいなり孕ませ中出し調教 (2月19日、アパッチ) 全5名
- 図書館で逃げ回る女子○生を追いかけて美乳をこねくり回し続けたら、超敏感女子は嫌がりつつも声を押し殺し感じまくり! 強引に挿入しても嫌がるどころか感じまくってイキまくるほど淫乱化! (2月19日、お夜食カンパニー) 全4名
- 素人なのにディルドオナニーで激しく感じちゃう一般人娘 (2月19日、かぐや姫Pt) 全9名
- パックリ見せつけ挑発パンチラ＆あったかま○こを味わう密着パンチラ (2月22日、ケイ・エム・プロデュース) 全20名
- 極上AV女優10人 性感マッサージ初体験でイキまくり！ (6) (2月22日、パラダイステレビ) 全10名
- 素人限定！目指せ！賞金100万円！カラダで触って当てましょうゲーム (3月19日、ATOM) 全5名
- がぶ飲み放尿小便！素人娘12人の新鮮おしっこを直で飲尿させていただきました (3月19日、かぐや姫Pt) 全12名
- おっぱいの大海原へ飛び込め！！巨乳女子だらけのハーレムプレイBEST4時間 2 (3月22日、BAZOOKA) 全77名
- 逆奪唇3P接吻マニア (3月25日、アロマ企画) 全19名
- 某有名企業の女子社員ばかりを狙う痙攣絶頂して何度もイキ果てるOL女子寮オナニー盗撮 (4月1日、変態紳士倶楽部) 全17名
- 中出し願望のある推定Gカップ以上の女子大生に40発も子種を注ぎ込んだ孕ませ乱交 (4月1日、変態紳士倶楽部) 全4名
- パワハラ女上司に飲み会を強要されたので泥酔させ弱った上司を連撃ピストンで死ぬほどイカせて中出しまでした件。 (4月1日、変態紳士倶楽部) 全4名
- ボクの会社のおしゃぶり大好き変態OLはイってもイっても止めないジュポジュポ追撃フェラで何度も射精させてくれる (4月1日、変態紳士倶楽部) 全17名
- 幼馴染企画3作品収録スペシャル (ヤリマン幼馴染とセックス練習＆幼馴染がボクの知り合いのクズ野郎の彼女に…＆幼馴染と度を越した痴漢撃退練習) (4月7日、Hunter) 全10名
- 怒りに任せて妹の口に勃起チ○ポをブチ込んだらまさかの神展開!!新しく出来た義妹はかわいい!しかし性格が最悪だった! (4月7日、Hunter) 全5名
- 素人娘のおしっこ図鑑 カメラ目掛けて大放尿する14人 (4月7日、かぐや姫Pt) 全14名
- OL全身女体観察 ＃4 (4月13日、KARMA) 全60名
- 女子○生 修学旅行 集団夜這い動画 同級生の寝ているすぐ横で…衝撃流出！ (4月13日、KARMA) 全20名
- 我が社のパンチラホットスポットを発見したボク！女子社員の黒パンストから見えたパンチラのせいでソソられ仕事が手に付かない！！勃起しながら隠れてパンチラを見ていると…女子社員につかまり、逆に黒パンストのままメチャクチャにチ○ポをイジラれた！！ 星空もあ・海空花・南涼 (4月25日、SOSORU) 全3名
- 裸の美女に埋め尽くされる！！一糸纏わぬ全編全裸BEST30 4時間 (4月26日、BAZOOKA) 多数出演
- 巨乳トップレスボクシング外伝 3 -星空もあ 一人だけトップレスボクシング- (4月26日、バトル)
- 厳選！新作撮り下ろし！ 痴漢感謝祭 第4弾 『巨乳』被害者15人SP！ (5月7日、アパッチ) 全15名
- 下着メーカーに就職したら男はボク1人でまわりは巨乳過ぎる女子社員だらけ！ (5月7日、Hunter) 全7名
- 「イ、イグゥ～」普段は清楚で可愛らしい妹が媚薬チ○ポでエビ反りながら下品な顔でイキ狂う！！ボクの妹はとても可愛くて清楚で超内気！！ (5月7日、Hunter) 全5名
- パンチラと足コキが両方楽しめるプレイ映像集 (5月13日、アロマ企画) 全6名
- 東京都渋谷区発 麻酔を悪用して昏睡状態にした制服美少女に悪戯する鬼畜エロ歯科医師の記録動画 (5月13日、KARMA) 全20名
- 制服美少女 誘惑妄想パンチラコレクション 2 (5月13日、KARMA) 全60名
- ポロリ必至！マンチラ連発！素人限定！目指せ！高額賞金！ドスケベ水着に着替えてお尻で水風船割りゲーム (5月19日、ATOM) 全5名
- 「昔みたいにお医者さんごっこしようよ」年上の巨乳幼馴染が集まってお泊まり会していたらとんでもない展開に! (5月19日、Hunter) 全6名
- 本屋で立ち読みする制服姿の女子○生の短いスカートにソソられ思わずパンチラ盗撮。でも真剣で気がつかないからガッツリ覗き込んでいると…何と! その子が万引き!! 思わず「あっ」と声が出てしまうと目が合った! お互いにヤバイ状況のまま、周りにバレないよう本屋痴漢! 感じるところを触っていたら触り合いになって、もうビンビン濡れ濡れ! ドキドキしながらガンガンに盛りあがる中出しセックスをしてしまいました! 真田みづ稀・星空もあ・心音にこ (5月23日、SOSORU) 全3名
- ブリーフの穴から引っ張り出した竿を喉奥に含んだまま亀頭を舌でかき混ぜ続ける最強に気持ちいいフェラチオ (5月25日、アロマ企画) 全6名
- シロウト女子個人撮影ハメ撮り日記 闇深巨乳社会人もあちゃんFかっぷ 星空もあ (5月25日、シャーク)
- 文京区にある女教師が通う整体セラピー治療院 23 (6月1日、変態紳士倶楽部) 全4名
- 一人カラオケ個室オナニー盗撮 黒パンスト半脱ぎで指ズボオナニーして白濁の本気汁を垂れ流して即イキするOLを隠し撮り (6月1日、変態紳士倶楽部) 全15名
- 病院の待合室で診察を終えて出てきたミニスカ娘の様子がおかしい…何かの薬でぼーっとしているのか、かなりフラフラ＆無防備にパンツ丸出し! 隣に座り、もたれかかってくる彼女のオッパイの感触にソソられ我慢の限界! いけないと思いつつ周りに誰もいないのを良い事に「大丈夫?」なんて心配するフリして人気のない所に勃起状態で連れ込むと…ハイ状態に覚醒した彼女と激エロオ○ンコできちゃいました! 星空もあ・優梨まいな・NIMO (6月6日、SOSORU) 全3名
- 素人娘のアナル図鑑2 呼吸をするようにヒクヒクと動く肛門をじっくり観察 おっぴろげアナルコレクション13人 (6月7日、かぐや姫Pt) 全13名
- 東京都女子校内撮影 じゃれ合いおふざけエロ動画 男子の目線を気にせず無邪気にエロふざける制服美少女 Part.7 (6月13日、KARMA) 全60名
- 自宅に営業にやって来た美人セールスレディを高画質盗撮生セックス 懲りずにAV発売 (6月13日、KARMA) 全20名
- 肌がふれあう密着回春マッサージ (6月25日、アロマ企画) 全5名
- お姉さんの腕と指が一本のち○ぽを覆い尽くし、思わず腰が動いてしまうほど焦らされて焦らされて延々と勃起し続ける究極の快楽 (6月28日、ケイ・エム・プロデュース) 全21名
- ソソる黒パンストの不倫女子社員は刺激が大好き！妻子持ちのオジサンなら誰でもいいのか、明らかに俺も狙われている！ 星川凛々花・星空もあ・真田みづ稀 (7月11日、SOSORU) 全3名
- 胸の谷間に顔埋めてもみもみパフパフしたりおっぱいチューチュー吸いながら雑巾絞りオイル手こきで昇天する (7月13日、アロマ企画) 全8名
- 巨乳女子大生ばかりに声をかけオッパイの重さ量らせてくれませんか？ 先に10000g達成したチームが賞金Get！「揉んで揺らして舐めて挟むおっぱい開発でバストアップする」とアドバイスされた女子たちはそれ以上の事も、、、 (7月13日、はじめ企画) 全7名
- 都内某整体院内盗撮 制服美少女に睡眠導入剤を悪用していたずらするデカちん20cm砲エロ整体師の記録 (7月13日、KARMA) 全20名
- 昔、俺をいじめていたヤンキー女がソープに堕ちたと聞いたので、巨根高速ピストンで大量精子復讐中出ししてやった。 (7月13日、KARMA) 全20名
- 見せつけ誘惑パンチラリズムで射精へと誘うエロい女の淫靡なささやき言葉責め (7月19日、KARMA) 全10名
- 『お兄ちゃんだけだよ。おっぱい褒めてくれるの』『お前だけだよチ○ポ褒めてくれるの…』2 (7月19日、Hunter) 全5名
- お尻の穴の収縮とシワの本数までバッチリ分かるアナルひくひくオナニー 2 (7月25日、アロマ企画) 全15名
- 壁ドン押さえつけ対面素股パンツ内大量射精痴漢からの精液まみれチ●ポ生挿入中出し痴漢2 被害拡大！1人増量！！ (8月7日、アパッチ) 全6名
- 仲良し夫婦3組が嫉妬につぐ嫉妬で、楽しかったはずのBBQがまさかの泥沼スワッピングに！ 森下美怜・星空もあ・水卜麻衣奈 (8月7日、お夜食カンパニー) 全3名
- 縦四方固めピストン騎乗位で抜かずの3連続中出し！！ (8月7日、ゴールデンタイム) 全4名
- 近隣トラブルは媚薬スプレーで一発解決!?怒りから突然メス顔に豹変して生挿入中出し懇願する美人妻たち!! 三島奈津子・市橋えりな・星空もあ (8月9日、プレステージ) 全3名
- 超個人撮影！～激カワ娘がウチにやってきて素肌ヌード激オナ！？裸エプロン麗しくOL服でパンストビリビリ破り～星空もあ (8月13日、EROVISION)
- HOW TO KINBAKU～乳房十文字縛り～ 星空もあ (8月13日、EROVISION)
- 緊縛フルコース 43 星空もあ (8月13日、Dirty Factory)
- 都内某有名スーパーマーケット店長撮影 万引きした美人妻にデカちん20cm店長が中出し折檻する動画 (8月13日、KARMA) 全20名
- 関東圏大人気海水浴場潜入盗撮 秘密の中出しサービス潜入撮！ヤれる海の家！ (8月13日、KARMA) 全10名
- アソコ震わせエロミッション! ブルブル! おま○こ鉄棒 (8月19日、ATOM) 全5名
- 女性専用シェアハウスに巨乳女性だらけで男はボク1人！？姉が住む都会の女性専用シェアハウスに1週間泊めさせてもらう事に！ (9月7日、Hunter) 全7名
- 巨乳家庭教師の乳首はツンイキするほど超敏感！！ボクの家庭教師は巨乳でいつでもノースリニット！ (9月7日、Hunter) 全5名
- 制服美少女 誘惑妄想パンチラコレクション 3 (9月13日、KARMA) 全40名
- 妹がチ○ポ狂いになるまでの話 いつでもどこでも友達の前でもフェラをさせていたら、経験人数一人にもかかわらずとんでもない性欲モンスターに (9月19日、お夜食カンパニー) 全4名
- 全国裏風俗紀行 VOL．9 (9月27日、プレステージ) 全4名
- レズビアンカップルの寝取られBEST 4時間 ～私の彼女が他の女にイカされるNTR～ (10月7日、ビビアン) 全12名
- 凄指技の睾丸マッサージ×逆手オイル手コキ その3 (10月13日、アロマ企画) 全7名
- 陸上女子 美人アスリートばかりを狙ったクロロホルム昏睡レイプ (10月13日、KARMA) 全20名
- オフィスOL追いかけ回し中出し痴漢 (10月19日、アパッチ) 全5名
- とても色っぽくて憧れの先生のスカートをめくり、いつもイタズラをしていたボク。先生も「こらっ、もう」と恥ずかしそうに怒りながらも許してくれるので、今日も恒例のスカートめくりを敢行すると、この日は形のいいお尻に食い込むまさかの黒いTバック！ 手島知世・星空もあ・望月りさ (10月24日、SOSORU) 全3名
- おい、オレたちの時代はこんな学校なかったぞ！今の女子はこんなエロい娘ばかりなのか！これじゃまるでハーレムじゃねーか！（怒） (10月25日、アロマ企画) 全25名
- 乳首吸い舐めレズ襲激 温泉旅館で両手を拘束されイカされた敏感娘 (11月7日、ナチュラルハイ) 全5名
- 同窓会で会った初恋の女はむっちむっちエロボディーの人妻になっていた! 夫とHしてないスケベなカラダ持て余し僕の勃起チ○コ握りしめ「ここでヤッちゃおーよ」 みんなの居る横でこっそりハメてお漏らし汁だく! (11月7日、SWITCH) 全4名
- SM商事株式会社 輸出奴隷への道 星空もあ (11月19日、シネマジック)
- 温泉旅行でボインに成熟した6人の親戚のお姉ちゃんたちと混浴スペシャル！ (12月12日、SWITCH) 全6名
- 進路指導室悪徳エロ教師盗撮 進路指導にやって来た文系女子を昏睡させて悪戯するデカちん20cm砲教師の記録 (12月13日、KARMA) 全20名
- 豊満な美人妻ばかりを狙った歯科医師による麻酔薬昏睡レイプ (12月13日、KARMA) 全10名
- 巨乳痴女医に犯される逆セクハラ健康診断 2 (12月13日、バズーカ) 全4名
- スタイル良し！美尻・美乳！カメコ大興奮！ 超えっちなコスプレイヤー50人8時間 (12月19日、ROOKIE) 全50名
- プルルンおっぱい揉みまくり！おっぱいパブで働くお嬢さん！揉まれるプロなら当ててみろ！誰がおっぱい揉んだでしょ～か！？ (12月19日、ATOM) 全5名
- 一般男女ドキュメントAV 泥酔パンストOLばかりを狙うタクシー運転手の悪どい介抱痴漢 無抵抗な女たちを密かに犯し続けた記録 紗々原ゆり・沖田里緒・星空もあ (12月19日、ディープス) 全3名 ※タイトルの「悪どい」は誤記ではなく原題ママ。
- 隣の部屋には夫の友人… バレるかバレないか!?ギリギリのセックスを楽しむ巨乳妻 星空もあ (12月31日、プラネットプラス)

- 友達と飲み会後、終電を逃して家に泊めた親友の彼女。3 (1月7日、お夜食カンパニー) 全4名
- SOD女子社員 超豪華！！ いきなり野球拳 20番勝負 初収録最新8本番 総集編 歴代人気12本番 8時間2枚組 (1月9日、ソフトオンデマンド) 全20名 ※「中野伊織」名義
- クラスのイジメっ子に四つん這い状態で無理矢理イラマされている幼馴染の無防備なマ○コに「バックから挿れろ!」と命令され中出し (1月19日、Hunter) 全5名
- 義理の姉妹のおかげで毎日エッチなことができています。親が再婚し一緒に住むことになったひきこもりの義兄は性欲モンスター! (1月19日、Hunter) 全6名
- 生活苦の女性を助けています 他人棒で射精便器に調教された清楚な人妻達 (1月28日、カリマンタン) 全5名
- ヌルっといやらしい汁を垂らしながらパックリ誘惑するおねだりおま○こ＆ち○ぽをズルっと咥え込み締め付けながらシゴき上げる騎乗位おま○こ (1月31日、ケイ・エム・プロデュース) 全20名
- もっこりマン筋パンチラ＆ぷるっぷるの太腿 (1月31日、ケイ・エム・プロデュース) 全20名
- 夫婦交換スワッピング「夫の目の前で突きまくって！」欲求不満の奥様はチ○ポをチェンジして夫が見てるから他人棒ピストンでエグイほど興奮イキまくる！ (2月6日、SWITCH) 全4名
- 中年おやじのケダモノFUCKでイキまくる女たち (2月7日、h.m.p) 全10名
- 清純巨乳妹が泥酔×乳首こねくりまわしでエビ反り連続爆イキ！！ボクの妹は超可愛くて巨乳！ (2月7日、Hunter) 全5名
- 「お願いします、お金貸してください…」個人ひととき融資でカラダを売る素人女性たち (2月14日、S級素人) 全4名
- 玄関開けたら即イラマ！！突撃イラマ10人隊！若妻編 2 (2月20日、アパッチ) 全5名
- 性処理オナペットに飼育された若妻 星空もあ (2月22日、シャーク)
- 黒パンストを愛でる パンスト履くところからすりすりくんくんしてペロペロされてハメるとこまで 2 (2月25日、カリマンタン) 全6名
- ギンギンち○ぽを締めつけ、ゴリゴリ感を味わいながらシゴき上げるバキュームま○こ騎乗位 (2月28日、ケイ・エム・プロデュース) 全20名
- 親友レズビアン 〜ずっと好きだった、これからも…ずっと〜 星空もあ・紗々原ゆり (3月1日、U&K)
- ショートカットのボーイッシュレズビアンが絶頂を導く壮絶テクニック4時間 (3月7日、ビビアン) 全15名
- くいこみ木馬責めこぶ縄拷問 生殖器をしごかれ悶絶する女たち 3 (3月7日、シネマジック) 全15名
- レズデリヘル2020 ～今すぐ遊べるHなお嬢さんはこちら！～ (3月13日、U&K) 全6名
- 本物全裸素人 局部パーツ接写＆アクリル板に圧着ファイル (3月13日、S級素人) 全18名
- 制服美少女のパンチラに魅せられて…28名37発中出し！ (3月13日、V＆R PRODUCE) 全28名
- 目の錯覚？マンションの外にタオル一枚の美女！？『えっ！？何でそんな格好？』『ごめんなさい…助けて下さい…』 (3月19日、Hunter) 全5名
- チン先に膣口擦り付けてゼロ距離誘惑！親友カップルと温泉旅行に来たのはいいが、テンション上がりすぎて飲みすぎて爆睡している親友。 (3月19日、お夜食カンパニー) 全4名
- 人生に絶望している失踪主婦を家で飼って媚薬漬けイラマ漬け固定バイブ漬けで失神連続爆イキ主婦空白のキメセク30時間 (3月19日、お夜食カンパニー) 全3名
- 素人J○ハメ撮り 個人撮影 (3月20日、プレステージ) 全4名
- 清掃員のバイトを始めた俺が今回掃除を任されたのは何とソソる女子大学生寮! 掃除している俺の近くに、ハミ尻、ノーブラ女、半裸のパンツ一枚女、あげくには大人の玩具でオナニーしている女まで、、、、、こんな所に男一人で掃除しているのが見つかったら犯されてしまうと顔が見えないように下を向いて掃除をしていたら…バレてしまった!! 「男がいる!」「ああ、勃起している、生チン欲しかったのよね」と連れ込まれ騎乗位で息が出来なくなるほどガンガンやられてしまいました。 明海こう・涼川えいみ・星空もあ (3月26日、SOSORU) 全3名
- はちきれんばかりの豊満な柔腿にち〇ぽをシゴかれ弾力と温もりを感じながら発射したい (3月27日、ケイ・エム・プロデュース) 全22名
- 巨乳過ぎる姉と妹と一緒に温泉に入ったらまさかのフル勃起で近親相姦！4 家族旅行で久しぶりに一緒に温泉に入ったら姉と妹の胸が想像以上に巨乳 (4月7日、Hunter) 全6名
- 二人っきりで残業中、ふとした仕草が無防備で同僚が唐突にヤリマンにみえだしてガチ勃起！先っぽ3cmまでだからとナリフリかまわずワンチャン挿入！！ (4月10日、スクープ) 全10名
- うるさい女上司を鬼イラマチオで黙らせろ！自分のミスは部下のもの！部下の手柄は自分のもの！ムカつく女上司に我慢の限界！ (5月7日、Hunter) 全5名
- 『ねぇ～私たち気持ちいい？？』酔っ払った女上司二人は性欲モンスター！酔っ払って終電を逃した女上司二人と宅飲みしてたらまさかの神展開！！ (5月7日、Hunter) 全6名
- ビビアン厳選 いつまでも快楽を貪るどん欲な少女たちの激エロレズSEX 4時間 (5月7日、ビビアン) 多数出演
- 気弱ナース布団内密着強制イラマチオ (5月7日、お夜食カンパニー) 全4名
- 会員制『訳あり少女』デリバリー (5月7日、お夜食カンパニー) 全4名
- と～ってもHな美人ナースの妄想パンチラコレクション(5月13日、KARMA) 全40名
- バイセクニューハーフ DEBUT 鹿目ありす・星空もあ (5月25日、ダスッ!)
- 【奇跡】デリヘル呼んだら地元の巨乳な友達で非常においしい思いをした件？4時間BEST (5月29日、BAZOOKA) 全19名
- ビーチ×ナンパ VOL．2 (6月26日、プレステージ) 全4名
- 唾液を垂らして小さなお口でおしゃぶり 美少女フェラ32人 (7月1日、プラネットプラス) 全32名
- 星空もあ ベスト 8時間 デビュー初期 全記録 (7月3日、h.m.p)
- 風俗に行ったら…出てきたのは近所のソソるパンチラ女子学生！？ 新田みれい・NIMO・星空もあ (7月9日、SOSORU) 全3名
- BAZOOKA 2020年 上半期BEST 4時間完全保存版 (7月24日、BAZOOKA) 全42名
- 見て堪能、触って興奮、足コキで昇天！女性たちの美しき下半身に乾杯！ (8月19日、アロマ企画) 全12名
- 《種付けライブハウス痴漢》ウブで押しに弱そうな女を集団ちかん 爆音の中パコられるバンギャ 嫌がるクチュマンに生ハメ ピンクの膣から糸引く愛液たれ流し【囲い込み集団チカン】 (8月25日、カリマンタン) 全6名
- 王様ゲームで乱交しまくり！若妻だらけの町内会は誘惑だらけ！王様ゲームをやりたがるドスケベ若妻がハメを外し過ぎてまさかのハーレム大乱交！ (9月7日、Hunter) 全9名
- お風呂でのエッチな行為はエロさ100倍！濡れた美しい女体でオナニー＆フェラ、etc．…厳選20人 (9月11日、うまなみ) 全19名
- 素人NTR投稿 親友の彼女を寝取っちゃったヤツ！盗撮！中出し！して投稿して下さい！ 星空もあ・みひな (9月13日、KARMA) 全2名
- 『一緒にお風呂入ろう』『水着を着て泡風呂にするから恥ずかしくないでしょ！』巨乳義妹と自宅の狭い風呂で泡風呂！ (9月19日、Hunter) 全5名
- 宇宙企画【2014～2020】6年間の軌跡一挙大公開！厳選傑作集40作品完全コンプリートBESTオール本番240分完全永久保存版 (9月25日、宇宙企画) 全39名
- 親が旅行に行っている3日間、真面目で学級委員をやっている姉をいじめっこの命令で眠らせハメられまくってしまった。 (10月7日、Hunter) 全5名
- 近くに親がいるにもかかわらず親戚の僕を誘惑して脳乱させてくる好奇心旺盛なエチエチ姪っ子 (11月6日、プレステージ) 全4名
- 「中出しされて妊娠したくないなら別の子をここに呼び出してよ！」絶倫少年連鎖中出し輪姦SP！～女子●生・女子寮・巨乳ママ友編～ (11月7日、アパッチ) 全25名
- ありえない奇跡! ウルトラクールビズでミラクル神展開! 8時間BEST -ボクの学校はパンチラ全開! おっぱい丸見えのヤリマンパラダイス- (11月7日、ゴールデンタイム) 全26名
- スレンダー巨根ガールが痴女レズに学園アナル調教 スケベ肉棒を鬼勃起させながら何度も雌イキし… ベアトリクス・星空もあ (11月7日、山と空)
- スレンダーなのに巨乳の人妻が全身くねらせビックンビックン VOL．03 (11月13日、うまなみ) 全8名
- 素人男女モニタリング実験でゲッツ！！女上司が男部下をチ●ポが透ける施術着でマッサージしたらどうなる！？股間周りを刺激されてギン勃ちした部下デカチンに女上司は釘付け！会社の人が誰も知らないメス顔で完全発情して理性を捨て去り子宮ガン突き生中出しSEX懇願！ (11月13日、プレステージ) 全6名
- 美しくしなやかないいカラダの人妻と中出しセックス12人 (11月19日、KSB企画) 全12名
- 隣の部屋に住む女が無防備な格好で洗濯物を取り込んでいたので思わずその巨乳を見ていると… 有岡みう・吉根ゆりあ・星空もあ (11月20日、プレステージ) 全3名
- 温泉旅行でボインに成長した親戚のお姉ちゃんにお風呂に誘われヤッちゃった記録 星空もあ (11月24日、ディレクターズ)
- ムッチムチで舐め回したくなるようなくそエロい女の子の脚でシコタマ抜ける動画 2 (11月27日、ケイ・エム・プロデュース) 多数出演
- フェラチオのお仕事にやってきた素人娘に予告なしの突然口内発射 1 (12月1日、OFFICE K’S) 全9名
- 勃起したチ○ポを見せつけられ、興奮してSEXまでしちゃった素人娘。 vol．2 (12月1日、OFFICE K’S) 全5名
- 絶品ボディ20人 2 美しい美巨乳と顔だけでもヌケる極上の美女と戯れる240分 (12月24日、ZOOO) 全20名

- 素人娘 初めての「チ○ポ洗い」アルバイト4 (1月1日、OFFICE K’S) 全5名
- 野外露出ダンスレズ 星空もあ・神野ひな (1月1日、ゆりえっち)
- ゴールデンタイム 厳選！神尻美女SP2 5名増量！総勢20名！ (1月7日、ゴールデンタイム) 全20名
- 銭湯帰りの薄着ノーブラ幼馴染に初めて色気を感じてしまい、我を忘れて襲ってしまうと…超敏感汗だく連続痙攣イキ！？ (1月7日、Hunter) 全5名
- 近所だからとノーブラで洗濯しに来る無防備女子をゲッツ！！コインランドリーナンパで勝負下着を拝見 恥ずかしい下着チェックでお股火照らせパン沁み作るHなお姉さんは生中出しできるか！？4時間SP (1月8日、プレステージ) 全6名
- 非現実的妄想劇場 アナタの願望叶えます！ 「時間よ止まれ！」もしも…時間を止められる超能力を使えたら？ クラスのマドンナも憧れの美人教師もこの瞬間だけは俺のもの！学校に侵入して時間止めまくりでた～くさん中出ししちゃうぞ！編 (1月13日、KARMA) 全20名
- 「真面目な女ほどヤること凄い！清楚なフリして本当はスケベな肉食看護師に睡眠薬で寝かされている間にヤられた」 VOL.4 星空もあ・樋口みつは・八乃つばさ (1月21日、DANDY) 全3名
- アオハルレズビアン 2nd 甘酸っぱい青春の記録。4時間 (2月7日、ビビアン) 多数出演
- 黒ストJ系さん限定！遠隔バイブのリモコンを10分以内に探せば高額賞金ゲッツできますよとお願いしたところ (2月12日、プレステージ) 全4名
- 自画撮り 無限イキラッシュ おま○こセルフ拡張オナニー (2月15日、プリモ) 全11名
- エロモード全開！サービス過剰なち○ぽ好きエロマッサージ嬢たち (2月26日、ケイ・エム・プロデュース) 全23名
- 野外露出 自画撮りオナニー (3月1日、ゑびすさん) 全4名
- 本番禁止のおっパブで僕の上に跨がりダンスタイム中に股間を擦り付けるので思わず勃起したチ○コがヌルっと挿ってしまいまさかの出禁確定！？と思ったらおっパブ嬢も感じてしまいそのまま生本番サービス！ (3月5日、プレステージ) 全4名
- じんかくそうさ洗脳催眠 ボクの本体知りませんか？行方不明になりました…編 さとう愛理・星空もあ (3月7日、山と空)
- 自画撮り ホロ酔い鬼ヤバ性欲絶頂全力オナニー (3月15日、プリモ) 全10名
- 母のママ友たちとAV鑑賞する事になってしまった童貞のボク。AVを初めて見たママ友たちは発情して『AVみたいなエッチがしたい』とまさかの大乱交 (3月19日、Hunter) 全5名
- とあるヲタクの活動記録 08 星空もあ・桐原みお・悠月アイシャ (3月25日、CP田園) 全3名
- 「アナタのオチ●ポちょうだい…?」 淫らに男を誘惑する巨乳痴女 2 30人240分 (3月26日、BAZOOKA) 全30名
- 人妻看護師たちの日常夜勤 昼間隠していた性欲･･･ 第四話 (4月1日、パワークリエイト) 全4名
- recovery～癒しの笑顔～ 星空もあ (4月8日、カゲキっch)
- 『あ～もうダメ！ヤメテ～壊れちゃう！』兄が出張中に欲求不満の兄嫁がボクのチ○ポの虜！マ○コぶっ壊れ高速突き上げピストン騎乗位でぶっ飛びイキ！ (4月19日、Hunter) 全5名
- いつでも好きなタイミングで誰とでもエッチ出来ちゃう カワイイ巨乳女子大生だらけのシェアハウスに入居したボクは受験勉強そっちのけ (4月19日、Hunter) 全5名
- ボクの目の前で憧れの先輩女子社員2人がまさかの濃厚キス＆イカせ合い！かと思ったらボクのイカせ合いに！ (4月19日、Hunter) 全6名
- 浮気を疑われ束縛メンヘラ彼女に好き放題ナマで●されちゃった僕。 星空もあ (4月19日、カゲキっch)
- 逆流ディープスロート×早漏絶倫イラマチオ (5月7日、Hunter) 全4名
- ブラコンが過ぎる巨乳妹とその巨乳の友達に挟まれおっぱいハーレム3P！！ (5月21日、プレステージ) 全4名
- ち○ぽ依存症の女 回春ち○ぽセラピスト達 (5月25日、ケイ・エム・プロデュース) 全21名
- 感度爆上がり乳首性感レズエステ (6月1日、ゑびすさん) 全12名
- 「ねえダメ、声が出ちゃうよ！」人が来そうな場所で声を押し殺してのスリル満点ドキドキイチャラブSEX！ (6月19日、Hunter) 全5名
- 【超美尻痴女】バーチャル馬乗りハードピストン尻コキ (6月19日、ゑびすさん) 全7名
- ハンターブラック祝1周年特別企画！完全撮り下ろし3作品同時収録！病院内凌辱スペシャル (6月19日、Hunter) 全6名
- 理性崩壊くすぐり地獄エクスタシーレズビアン (6月19日、ゑびすさん) 全6名
- 男だらけのオフ会だと思ったら、周りは全員女で男はボク1人！ゲーム好きが集まる鍋パーティーオフ会に初めて行ったボク。 2 (6月19日、Hunter) 全5名
- 親の目を盗んで家庭教師を誘惑するエロビッチ女学生！！ 真面目な俺にエロい質問ばかりでエロに目覚めた女子学生の好奇心は止まらない！ (6月24日、SOSORU) 全3名
- ベロ全開唾液レズ接吻 2 (7月1日、ゑびすさん) 全9名
- ダルッダルでゆっるゆるのそんな服着てたら、そりゃあオッパイもこぼれるでしょうが！！ポロポロポロポロ…本当はわざとおっぱい見せてるんでしょ？ (7月7日、Hunter) 全5名
- しくまれた媚薬痩身エステ 4 施術師が怪しいので警戒していたが、秘かに盛られた媚薬でまんまと快楽堕ち！！ 田中ねね・吉根ゆりあ・星空もあ (7月9日、LEO) 全3名
- 舐めて伸ばして引っ張って、伸縮自在の乳首アクメオナニー (7月19日、ゑびすさん) 全9名
- 蒸れて汗ばんだレギンス臭嗅ぎ舐めレズ (7月19日、ゑびすさん) 全10名
- 普通のエッチに飽きて刺激を求めレズに挑戦！だけど恥ずかしくてできない。そこで「チ○ポがあれば恥ずかしくないよね？」とチ○ポで照れ隠し。 (8月19日、Hunter) 全6名
- まるでマ○コに入れているような丁度いい塩梅の手こきエステ (8月25日、ケイ・エム・プロデュース) 全20名
- 二人がかりの腿こき最強説 (9月28日、アロマ企画) 多数出演
- 口臭押し潰し鼻舐めレズ (10月5日、ゑびすさん) 全12名
- 1st Anniversary -橘聖人- 星空もあ (10月27日、SILK LABO)
- 痴女レズに見つめられながらベロキスで迫られる僕 (11月16日、ゑびすさん) 全13名
- 美人妻のお風呂でご奉仕フェラ＆パイズリ18人 (11月16日、KSB企画) 全18名
- 痴漢盗撮＆中出し素人娘 1980媚薬オイルマッサージVOL．5超強力媚薬を配合したマッサージオイルを施術中に知らずに塗りこまれたオンナは、身体の火照りに驚き、チ○ポを欲しがる自分に戸惑い、垂れ出したマン汁に恥ずかしがりながらも生ハメ中出しまで欲してしまう！ (11月25日、親父の個撮) 全4名

- 大粒でプリップリに勃起したクリトリスへの愛撫が気持ち良すぎて足の指をグーにしながらイキまくるオナニー (1月25日、ケイ・エム・プロデュース) 全20名
- レズ旅～カワイイ女子2人がマ●コを濡らしながらイチャラブする初めてのお泊り 星空もあ・さとう愛理 (1月28日、パラダイステレビ)
- エロポーズを堪能しながら柔らかい唇と生暖かい舌の感触をたっぷりと味わえるフェラチオ (5月24日、ケイ・エム・プロデュース) 多数出演
- ホイホイぱんち 21 ～コスプレイヤーとのデレデレ恋愛変態セックス (5月24日、	素人ホイホイ) 全3名 ※「ひよたん」名義
- ゴキゲントリ-及川大智- 星空もあ (5月25日、SILK LABO)
- スリリング 星空もあ (5月27日、SILK LABO)
- 触れたら、最後。 星空もあ 及川大智 (6月3日、SILK LABO)
- 弱ったライオン 星空もあ (6月3日、SILK LABO)
- バーチャルディープベロキス (8月2日、ゑびすさん) 全10名
- 無防備部屋着女子 お漏らし凌辱 (8月23日、Hunter) 全4名
- 素人娘の初めてのアナル舐められ体験！おこづかいあげるから親友の前でアナル舐められてみませんか？ (9月13日、ROYAL) 全4名
- F～Kカップ極上の巨乳をブルンブルン揺らす！！ド迫力の暴走パイ揺れSEX50人BEST (9月27日、BAZOOKA) 全50名
- 騙されて参加した乱交パーティーで媚薬漬け！家庭的で真面目だった姉が変わり果てた姿に…。 (9月27日、Hunter) 全4名
- ある地下街に存在する時間いっぱいハメ放題のクラブラウンジ 店内を覗くとあっちでもこっちでも巨乳娘が乳丸出しで馬乗り状態。ここはおっぱぶでもピンサロでもないドはまり必至の新たな性欲場を徹底SCOOP (10月11日、SCOOP) 全6名
- ナースもグルで逃げ場無し！セクハラ健康診断 (10月25日、Hunter) 全5名
- 隙だらけのオーバーオールからハミ乳しまくり！ボクの義姉は美人で明るくスタイルも抜群！服装が絶妙にエロいんです。 (10月25日、Hunter) 全5名
- 【完全調教】野外全裸オナニー (11月1日、ゑびすさん) 全5名
- 姉妹に拾われペットになった家出少年。ボクを拾ってくれたのは近所のヤリマン姉妹。「家にいていいよ。その代わりエッチを断らないこと」という契約 (11月8日、Hunter) 全6名
- 【奇跡】デリヘル呼んだら地元の巨乳な友達で非常においしい思いをした件!! コンプリートBEST (11月22日、BAZOOKA) 全27名
- 義母のおかげでママ友と毎日エッチなことをしています。ひきこもりの息子は義母を毎日犯しています。義母は息子が怖くて言いなりに。 (11月22日、Hunter) 全6名
- シャイでドMなおねえさんは黒人さんとガチハメしたい 黒人巨根に完全屈服 星空もあ (11月26日、シャーク)
- 寝ている息子のムスコをこっそり頂戴する母 2 星空もあ (12月6日、ディープス)
- 「胸ばっかり大きくて無能な巨乳女上司たちにこれから睡眠薬飲ましちゃいま～す！」 (12月13日、Hunter) 全5名
- 「もっと気持ち良くなっていいんですよ…」熱海の某温泉旅館では物静かな若妻マッサージ師が勃起すると黙っていても抜いてくれる！ (12月27日、Hunter) 全4名
- 「ごめん痛かった？じゃあ、おっぱいで洗ってあげるね」義姉のスポンジ代わりの泡巨乳がボクの身も心もチ○ポも優しく柔らかく包み込んでくれる！ (12月27日、Hunter) 全5名
- 痴●電車＃026 アイドルに居そうな可愛い子ちゃんに注がれるザー汁 星空もあ (12月30日、神回)

- 『挿れようとしてるでしょう？ダメだよ…擦るだけの約束でしょう！？』巨乳過ぎるお姉ちゃんと素股してたらズッポシ生挿入！ (1月10日、Hunter) 全5名
- 『ねぇ～もっと激しく突いて！旦那には絶対バレないから…』3年以上も夫とセックスレスの巨乳若妻が久しぶり過ぎるエッチでトビまくり！ (2月28日、Hunter) 全5名
- 勉強が大嫌いでどの家庭教師でも逃げ出すボク。親が雇った最後の家庭教師は子作りもできる家庭教師だった！ (3月14日、Hunter) 全5名
- 「私が男にしてあげる」草食系弟を持った超優しい姉が久しぶりにするSEXがまさかの近親相姦！ (3月28日、Hunter) 全5名
- 新婚生活1年目で即裏切り不貞行為！5人の巨乳若妻たちと数珠繋ぎFUCKで何度もエッチしまくり！引っ越した先のマンションは欲求不満の若妻だらけ！ (3月28日、Hunter) 全5名
- 濡れてテカってピッタリ密着 神競泳水着 星空もあ ロリ可愛い女子の競泳水着姿をじっとりと堪能! 着替え盗撮から始まり貧乳から巨乳にパイパン、ハミ毛、ジョリワキ等のフェチ接写やローションソーププレイや競泳水着ぶっかけ等を完全着衣で楽しむAV 星空もあ (4月6日、親父の個撮)
- ボクは都合の良いレンタル弟！姉が女友達にボクをレンタル！一緒にお風呂に入ったり一緒に布団で寝たり…疑似弟体験を楽しむ姉友。 (4月25日、Hunter) 全5名
- 気付かないふりをして布越し2cm挿入状態で施術を続ける小悪魔エステティシャン！ (4月25日、Hunter) 全4名
- 野外トランスダンス (5月2日、ゑびすさん) 全4名
- ヨダレと汁に溺れたい。 女性のヨダレと潮とマン汁にまみれて 汁好きレズビアン (5月9日、ビビアン) 全4名
- 『おばさんだけど嫌じゃなければ私で童貞卒業する？失敗なんか気にしないで…私の体、好きにしていいよ…』 (5月23日、Hunter) 全4名
- 「今日危険日だよ。それでもエッチしたい？そんな勇気ないよね？」大人の余裕でかわそうとする義姉と童貞のボクが危険度MAX着床率激高セックス！ (5月23日、Hunter) 全4名
- アソコに直穿きスポウェア女子 エッチな気分がアソコからにじみ出ちゃうエクササイズ！ 白石かんな・星空もあ・結城のの (5月27日、オイスター海運) 全3名
- 温泉旅行でボインに成長した親戚のお姉ちゃんとお風呂で二人っきり！洗いっこがいつのまにかハメっこに！ もあちゃん 星空もあ (6月1日、ヒビノ)
- 暴露映像 都内某マンションにある生中出しが出来るメンズエステ 01 (6月13日、S級素人) 全3名
- 「今誘われたらエッチもOKしちゃうんだけどな…」本番交渉待ちのメンエス嬢は超欲求不満で性欲爆発寸前！本番交渉するまでボクをしこたま乳首責め！ (6月13日、Hunter) 全5名
- 巨乳に成長した従姉妹のお姉ちゃんと混浴温泉旅行！僕のチ○ポだってもう大人、子供扱いするお姉ちゃんにお風呂でブッ挿してイカセちゃった！！ (6月22日、SWITCH) 全3名
- カップル交換・スワップセックス！親友と彼氏の目の前で挿入されお漏らししちゃったモア 星空もあ (7月1日、ヒビノ)
- 敏感女子のくすぐりレズ (7月4日、ゑびすさん) 全5名
- 定額料金でいつでもどこでもサブスク性交！！この学校では定額料金を支払えば女子生徒全員ところ構わずハメ放題！「今なら中出しし放題キャンペーン中！」 2 (7月6日、.WorKs) 全4名
- 恋人交換！ラブラブカップル同志がパートナ替えてスワップSEX！親友の彼氏のチ○ポを、親友と彼氏の目の前で挿入されて激興奮！！ (7月6日、SWITCH) 全4名
- すべてを脱ぎ捨てた全裸セックスBEST 生まれたままの姿で絡み合う71人の密着性交 (7月25日、BAZOOKA) 全71名
- 『もしかして私で興奮してくれたの？』（心の声）数年夫とはご無沙汰の巨乳若妻に男の勃起チ○ポを見せつけるだけで、その場で即FUCKを求める！ (10月10日、Hunter) 全6名
- 総射精回数20回以上！入院したら超モテまくりでヤリまくりで射精させられまくり！献身的な看護師たちがボクの病室を訪れて休む暇なく数珠繋ぎ…2 (10月10日、Hunter) 全6名
- 子宮ほじくり精飲 上のオクチでも下のオクチでも一滴残らずごっくん中出しデート 星空さん 27歳 (10月26日、SUN) ※「星空さん」名義
- 2人の巨乳＆デカ尻女上司のレズ行為を覗き見してしまったボク！勃起チ○ポをディルド代わりに巨乳デカ尻サンドのダブルピストンで抜かれまくり！ (10月31日、Hunter) 全4名
- 四六時中発情中 II 星空もあ・原美織・向井藍 (11月9日、SILK LABO) 全3名
- 玄関前にノーパン＆ノーブラ上着一枚女子が！その格好エロ過ぎでしょう？どうやらエッチ直前で彼氏の浮気発覚で逆切れされて外に放り出されたらしく… (11月14日、Hunter) 全4名
- 「私たち気持ちいいでしょ？」婚期を逃したアラサー女子2人がヤケ酒で性欲爆発の大乱交！？搾り取られるだけのボクらは朝までセックスをされ続けて… (11月14日、Hunter) 全4名
- 残酷ミラーゲームに負けるとエロ罰ゲーム あじわった事のないデカチンで清楚な若妻達が隣に旦那がいる状態でもおかまいなしで中出しSEX！なんとオカワリしてきた若妻も！！ 11 星空もあ・百瀬あすか・本田もも (12月19日、はじめ企画) 全3名

- バキュームベロフェラ鼻舐めレズ (1月2日、ゑびすさん) 全8名
- 真面目な義姉の正体は、どんだけチ○ポを突っ込んでも、精子を発射しても物足りないセックス狂いのチ○ポ大好き女だった！普段、自分を抑制している… (2月13日、Hunter) 全4名
- だれとでも定額挿れ放題！町工場編 月々定額料金さえ支払えば、女性工員でも事務の女の子でも社長の娘でも誰にでも挿れ放題！ (2月27日、Hunter) 全4名
- 『精子空っぽになるまで中に出して！』バツ1巨乳アラサー女子ばかりのシェアハウスに入居したら男はボク1人で挿れっぱなし！総射精回数35回以上！ (2月27日、Hunter) 全5名

### アダルトVR
- AV女優が在籍すると噂の『おっぱいパブ』と『ピンサロ』 星空もあ (7月7日、Mr.michiru)
- デジヘル 可愛すぎる2人妹に濃厚フェラチオされる! 星空もあ & 新村あかり (7月7日、Mr.michiru)
- 可愛すぎる2人妹と3PイチャラブSEX! 星空もあ & 新村あかり (7月7日、Mr.michiru)
- AV女優が在籍すると噂の『おっぱいパブ』と『ピンサロ』 星空もあ (7月7日、Mr.michiru)
- VR長尺 超リアル痴●VR (7月7日、アパッチ) 全5名
- VR長尺 ボクの部屋はいつの間にかワケあり家出少女たちの溜まり場！Hは決して嫌がらないし何度、中に出しても文句言わない。何があったのか…理由は何も喋らないしほぼ無口…でもHの時は超感度が良くてメチャメチャ感じてくれる。 星空もあ・紗藤まゆ・今井まい (8月9日、お夜食カンパニー) 全3名
- 「ちんちん危機一発ゲーム」で乱交に！VR2 転校先の学校に男はボク1人！そんな環境なので自然と目に入るパンチラに勃起してたら、女子に目を付けられ『ちんちん危機一発ゲーム』の標的に！！※このゲームは女子が順番にボクのチ○ポを刺激しイカせた人が負け！ 星空もあ・南梨央奈・森はるら (9月7日、Hunter) 全3名

- VR長尺 お夜食VR1周年記念 お客様感謝！撮り下ろし3作品収録！いつも電車でよく目が合う巨乳美人が急接近！！一目惚れ？？偶然？？意図的？？…＋片思い中のあの子と満員電車で想定外の超密着！！同じ…＋イケメンの友達にヤリマン女子を押し付けられた！と思ったら… (5月1日、お夜食カンパニー) 全5名
- テーブルで彼女の姉と話しながら、テーブルの下で彼女とめちゃくちゃこっそりSEXシチュエーションVR 星空もあ (6月14日、変態紳士倶楽部)

- 【3発射】即ハメ淫乱エロ痴女保健医!! バレたらヤバイ! そんなの関係ない 絶頂19回のイキまくりヤリまくり! 星空もあ (2月23日、ブイワンVR)
- お夜食VR2周年記念！お客様感謝！3作品撮り下ろし大盤振る舞いSP！『ちょっと！絶対ヌケがけ…ヤリマン看護師たち＋親友の彼女と…高速グラインド騎乗位でボクの上で勝手に何度も何度もイキまくり！＋元クラスメイト…突然のキス＆まさかの告白！！ (6月4日、お夜食カンパニー) 全7名
- 働くオンナのTバック直視VR (7月15日、SODクリエイト) 全5名
- 服が透ける虫眼鏡VR (7月18日、SODクリエイト) 全5名
- 長尺VR 時間停止VR ～あのストップウォッチを手に入れた友達と僕は、委員長もガリ勉もクラスのマドンナもやりたい放題～ (7月24日、TMA) 全8名
- ボクだけ特別、本番OK！おっパブ嬢2 前作以上に巨乳ちゃん＆美人が勢揃い！しかも超レアな上京したての純朴うぶ系メガネ嬢も入店！他の客には本番どころかキスもNGのおっパブ嬢がハッスルタイムで暗くなった隙にパンツごとぐいぐいマ○コにめり… (8月14日、Hunter) 全6名
- 【自己紹介VR】人気AV女優が丁寧に名前からオナニーの仕方までアナタに伝えてくれる「私のこと知ってください！」 (9月19日、SOD VR) 全10名
- 「満員電車で胸の谷間全開の巨乳痴女に囲まれ思わず勃起したら全員にヤられた」 真木今日子・星空もあ・羽生アリサ (10月16日、DANDY HQ VR) 全3名

- 誘惑するフェロモンむんむん先生 あたしHしてあげるw！ 星空もあ (2月6日、TEPPAN)
- 開始0秒で即エッチ！最初から最後まで6人のお姉さんとエッチしまくり！！超エロいヤリマン巨乳お姉さんだらけのシェアハウスに入居したら、男はボク1人で24時間365日勃起しっ放しでエロい事しまくり！とにかくエロいお姉さんだらけでチ○ポの休まる時間が… (6月16日、Hunter) 全6名

- 忙しいひとのための約10分で抜けるVR！！童貞喰いがやめられない巨乳女教師編 星空もあ (5月16日、Hunter) 全3名

- 増殖催● 女子会を楽しむリア充大学生を次々と肉オナホに変える洗脳ハーレム計画 倉多まお・星空もあ・沙月恵奈 (7月8日、ナチュラルハイ) 全3名

- 私立オナサポ学園 クラスメイトが合法的に僕のオナニーをお手伝い！？パンチラに！耳責めに！レズに！射精管理まで！？あま～い青春をエロで彩るハーレムSP (10月27日、KMPVR-彩-) 全7名

### web配信
- 控えめ娘の控えめじゃない胸が揺れまくるエッチ Moa (3月6日、S-Cute) ※「Moa」名義
- MOE (3月11日、すっごくカラダのE子ちゃん) ※「MOE」名義
- 素人AV体験撮影875 あゆみ (3月14日、シロウトTV) ※「あゆみ」名義
- あゆ (3月14日、Dutch Wife～清楚系妻との肉欲性交録～) ※「あゆ」名義
- HimeMix No.702 MOA (3月23日、HimeMix) ※「MOA」名義
- フェラに不慣れな娘が健気にご奉仕 Moa (3月25日、S-Cute) ※「Moa」名義
- moa (4月5日、S-Cute) ※「moa」名義
- HimeMix No.706 MOA (4月10日、HimeMix) ※「MOA」名義
- あゆ (4月12日、応募即撮りH系) ※「あゆ」名義
- Tokyo247 No.549 星空もあ (5月8日、Tokyo247)
- 控えめ娘が控えめじゃないイキまくりを見せるH Moa (5月25日、S-Cute) ※「Moa」名義
- 恋する花嫁 099 月島乃亜 (6月19日、恋する花嫁) ※「月島乃亜」名義
- MOE 2 (6月19日、すっごくカラダのE子ちゃん) ※「MOE」名義
- あゆ 2 (6月23日、Dutch Wife～清楚系妻との肉欲性交録～) ※「あゆ」名義
- 電マで攻められイッちゃう控えめ娘 Moa (6月25日、S-Cute) ※「Moa」名義
- あゆ 2 (7月22日、応募即撮りH系) ※「あゆ」名義
- もあ (8月26日、ウルトラの膣) ※「もあ」名義
- moa 2 (10月4日、S-Cute) ※「moa」名義
- MOA (10月4日、HimeMix) ※「MOA」名義
- KAKUJITSU KAKU-103 もあ (12月5日、KAKUJITSU) ※「もあ」名義

- ラグジュTV 187 七瀬あかり (1月30日、ラグジュTV) ※「七瀬あかり」名義
- もあ (2月25日、Tokyo247) ※「もあ」名義
- マジ軟派、初撮。613 in 神戸 チームN ハルカ (3月4日、ナンパTV) ※「ハルカ」名義
- HimeMix No.798 ARISA (5月6日、HimeMix) ※「ARISA」名義
- HimeMix No.799 ARISA (5月13日、HimeMix) ※「ARISA」名義
- ラグジュTV 291 七瀬あかり (5月13日、ラグジュTV) ※「七瀬あかり」名義
- もあ (6月5日、ピュアスタイル) ※「もあ」名義
- 家まで送ってイイですか？ case.16 ｢18歳になるまで、この世にいないことになっていた…。｣ 過酷な環境で育った女は、二次元と愛嬌とFカップで涙を乗り越える。 まりさん 21歳 フリーター(焼肉屋アルバイト) (7月29日、ドキュメンTV) ※「まり」名義
- 星空もあ (9月12日、Tokyo247)
- セクシー雀士に一発！朝まで脱衣マージャン生バトル2016冬 濃縮版 星空もあ・絢森いちか・玉城マイ (11月3日、パラダイステレビ) 全3名
- HimeMix No.831 MOA (12月22日、HimeMix) ※「MOA」名義

- さよちゃんに素股！ワレメが柔らかくて気持ちいいから中出し？「入ってないけど…うッダメ！」アソコは恥ずかし汁で濡れ濡れですから…あっ！入っちゃった！ (1月4日、エチケット) ※「さよ」名義
- もあ (4月25日、すももちゃん) ※「もあ」名義
- Moa (5月12日、俺の素人) ※「Moa」名義
- 【個人撮影】前半戦 まち22歳・社内セフレ 年下のやわらか♥Gカップとラブホでビデオ撮影♥生ハメぱいずり 合法ハメ撮り【承諾済み】 (8月1日、承諾済み素人ハメ撮りアカ) ※「まち」名義
- 【個人撮影】後半戦 まち22歳・社内セフレ 年下のやわらか♥Gカップとラブホでビデオ撮影♥生ハメぱいずり 合法ハメ撮り【承諾済み】 (8月1日、承諾済み素人ハメ撮りアカ) ※「まち」名義
- 【個人撮影】中出し戦 まち22歳・社内セフレ 年下♥神ぱいGカップと生まんこ2回戦目♥中出しの気持ちよさに恋人Kissが止まらなくなる女♥ 合法ハメ撮り【承諾済み】 (8月17日、承諾済み素人ハメ撮りアカ) ※「まち」名義
- ほんわか巨乳美少女と仲良しH Moa (10月15日、S-Cute) ※「Moa」名義
- 選ぶたびに絶叫オナニー！AV女優の帰れまTEN～大人のデパートエムズ 秋葉原店で大手アダルトグッズメーカー「A-ONE」の人気商品ベスト10を予想 坂井亜美・星空もあ・優希絵理奈 (10月29日、パラダイステレビ) 全3名
- 素人パンチラ in 自宅で個人撮影会 vol.006 ミニスカ制服系モデル ミスコン女子大生 ももちゃん (11月24日、やみつき！いちごパンツ) ※「もも」名義

- ちょいちょい放送事故しがちな女ナマ主の部屋をこっそり覗いてみたらヤバい事が起こるに違いない（2）完全版 (2月24日、パラダイステレビ)
- もあ (3月7日、S-CUTE) ※「もあ」名義
- 【美乳天使】すみれ【前編】超可愛い+美巨乳+むっつりどスケベ+おじさん好き…そんなすみれちゃんを玩具責め。「特製天使のパイズリ」で昇天寸前からの中出し！ (3月9日、錦糸町ハメ撮りサークル) ※「すみれ」名義
- 【美乳天使】すみれ【後編】超可愛い+美巨乳+むっつりどスケベ+おじさん好き…そんなすみれちゃんを玩具責め。「特製天使のパイズリ」で昇天寸前からの中出し！ (3月9日、錦糸町ハメ撮りサークル) ※「すみれ」名義
- Real Street Angels m434 もあ (4月1日、Real Street Angels) ※「もあ」名義
- 美人保険外交員を性感マッサージでとことんイカせてみた (4月21日、パラダイステレビ) 全3名
- 明日香 (4月27日、エチケット) ※「明日香」名義
- もあ (5月9日、俺の素人) ※「もあ」名義
- 患者さんは見た！ナースステーションでオナニーをおっぱじめた夜勤中の人妻看護師の言い訳 (5月19日、エチケット) ※「明日香」名義
- オリジナル個人撮影　奈央さん（23歳）クール＆童顔ハメ動画 (7月6日、第三営業部) ※「奈央」名義
- オリジナル個人撮影 奈央さん（23歳）たっぷりオナニー＆ハメ動画 (7月13日、第三営業部) ※「奈央」名義
- 【美乳巨乳】すみれ【コスプレ中出し編】★美乳巨乳娘とコスプレSEX♪ノーパンパンストの上から電マ当てて感じまくり！パンスト穴あけ挿入！もりまん激突き中出し (8月7日、 錦糸町ハメ撮りサークル) ※「すみれ」名義
- まち (9月4日、ハメドリネットワークSecondEdition) ※「まち」名義
- まち 2 (9月18日、ハメドリネットワークSecondEdition) ※「まち」名義
- ゆきこ (10月12日、しろうとまんまん) ※「ゆきこ」名義
- ニャンニャン大好きAV女優が生でニャンニャンしちゃうニャン 完全版 (10月26日、パラダイステレビ) 全3名

- カワイイ妹のことが好きすぎておま●こをペロペロしたい義姉 星空もあ・他1名 (1月25日、パラダイステレビ)
- 媚薬オイルマッサージ痴●盗撮＆中出し素人娘VOL.5 (2月7日、西新宿マッサージ本舗) 全4名
- 舞ワイフ 894 星野果奈 (3月2日、舞ワイフ) ※「星野果奈」名義
- ノーブラ巨乳をとことん揉みしだきSEX 2 (3月15日、パラダイステレビ) 全5名
- ノーブラ巨乳をとことん揉みしだきSEX 3 (4月12日、パラダイステレビ) 全5名
- SOD女子社員 野球拳 制作部 中野伊織 (4月25日、SODクリエイト) ※「中野伊織」名義
- ノーブラ巨乳をとことん揉みしだきSEX 4 (4月26日、パラダイステレビ) 全5名
- 舞ワイフ No.921 星野果奈 蒼い再会 (5月30日、舞ワイフ) ※「星野果奈」名義
- 【裏風俗】全国裏風俗紀行 in 関東近郊 本職OLの巨乳スレンダー嬢に無言口内発射！！むせ返る嬢に謝罪→ベッドエッチで脇射！！Ｗｗ (5月31日、黒船) ※「もあ」名義
- クラスSS神！Fカップ巨乳アイドルと個人撮影成功 禁断の… (6月6日、超時空夢幻カメコ) ※「まちりん」名義
- 禁断！国民的Fカップ巨乳アイドルとヲタの個人撮影成功 夢の3P (6月12日、超時空夢幻カメコ) ※「まちりん」名義
- 素人レイヤーかと思ったら**アイドルだった激カワ巨乳*と撮影会　極秘のフェラ・自撮りオナニー (6月22日、超時空夢幻カメコ) ※「まちりん」名義
- のぞみ (7月26日、ピュアスタイル) ※「のぞみ」名義
- もあ (9月6日、黒船提督) ※「もあ」名義
- 舞ワイフ No.463 浅見詩織＆星野果奈 (9月29日、舞ワイフ) ※「星野果奈」名義
- 自撮りエッチ 1 もあちゃん (10月31日、GIRL’S CH) ※「もあ」名義
- 【個人撮影/中出し/口内射精】癒し系フェイスに3回戦ｗFカップ爆乳スレンダーで天使ボディ ｗ ちあき (11月23日、黒船) ※「ちあき」名義
- 素人パンチラ in 自宅で個人撮影会 vol.105 エチエチ水兵コスチューム☆ももちゃん「こんなはずじゃ…なかったのに…涙」 (11月25日、やみつき！いちごパンツ) ※「もも」名義
- ちあき (11月26日、黒船提督) ※「ちあき」名義

- 8人のノーブラ巨乳をとことん揉みしだきSEX豪華版（1） (1月17日、パラダイステレビ) 全8名
- 8人のノーブラ巨乳をとことん揉みしだきSEX豪華版（2） (2月7日、パラダイステレビ) 全8名
- 隠れFカップ巨乳のJDと夏の海でパコパコ動画撮影！乳輪おおきめ乳首は超敏感☆お酒の力で理性のストッパーが完全崩壊ｗｗ発情モード全開で全身性感帯へと覚醒!!!敏感にも程がある激イキ絶叫SEX！！！ (2月15日、黒猫) ※「るか」名義
- まちりん (2月20日、いんすた) ※「まちりん」名義
- Hさん (2月23日、俺の素人) ※「Hさん」名義
- まちりん 2 (3月12日、いんすた) ※「まちりん」名義
- 触れたら、最後。（3月27日、SILK LABO、及川大智）
- ゴキゲントリ（4月18日、SILK LABO、及川大智）
- ルカ (4月21日、黒船提督) ※「ルカ」名義
- かほ (4月25日、FUNZANIA) ※「かほ」名義
- すみれ (7月10日、産地直送) ※「すみれ」名義
- タイ古式マッサージ店でスタイル抜群のタイ人姉妹に勃起を見せつけてSEX 若菜めあり・星空もあ (9月4日、パラダイステレビ)
- 素人パンチラ in 自宅で個人撮影会 vol.018 エチエチ水兵コスチューム☆ももちゃん (10月12日、ハメドリネットワークSecondEdition) ※「もも」名義 ＊素人パンチラ in 自宅で個人撮影会 vol.105 エチエチ水兵コスチューム☆ももちゃん「こんなはずじゃ…なかったのに…涙」のFANZA動画版
- 【女神GET】ネコカフェに居た女子2人を筋トレ教えてあげるよとナンパ。痩せるツボだよ！ってマンコ押したら発情しちゃって乱交ハメ撮り【しっかり種付け】 EMILY・星空もあ (10月24日、中出しナックルズα) ※「マチ」名義
- G乳筋トレ美女】K☆3から おまんこしてる筋トレハーフ女子をと元ボクサー男の汁だく限界突破ハメ撮りSEX個撮！ヒクつくまんこ穴から精子がどぴゅどぴゅ出てくる EMILY・星空もあ (10月30日、中出しナックルズα) ※「マチ」名義
- ここあ (11月1日、ION ヨアソビ) ※「ここあ」名義
- 【絶頂回数50越え！？】2020年！ハロウィンコスプレで浮かれる美女と生ハメ無限中出し乱交パーティ！ 星空もあ・EMILY (11月10日、中出しナックルズα) ※「マチ」名義
- 女だってイタズラしたい！催眠術で時間を止めて勃起チンポをいたぶり放題 星空もあ・倉木しおり (12月4日、パラダイステレビ)

- 憧れのくびれ巨乳Fカップ みさきさん（26歳）OL　高嶺の花を徹底的にカチコチ棒でハメ倒す！罪深きどすけべボディにぶっかけSEX (1月11日、パコパコインベスターX) ※「みさき」名義
- ホテル盗撮 バンドマンとファンの女が、ライブ後禁断の密会をしコスプレSEXで二人きりの打ち上げ (2月11日、ムラっch)
- みさき (2月25日、おま〇こ金融道) ※「みさき」名義
- ニンゲン観察 バーでナンパされ、出会ったばかりの男と酒の勢いでワンナイトSEX (2月25日、ムラっch) ※「みさき」名義
- ひよたん (3月17日、素人ホイホイpower) ※「ひよたん」名義
- ハメNETポンチ 5 個人撮影・素人のコスプレ編 (4月22日、ハメドリネットワークSecondEdition) 全4名 ※「まちりん」名義
- 実録 電車痴●映像 ＃022 (8月6日、神回)
- すみれ 2 (10月1日、産地直送) ※「すみれ」名義
- 素人パンチラ in 自宅で個人撮影会 vol.054 素人モデル美女4名 発情美女モデルに猛烈手マン！ガイド猥褻チアリーダーコス撮影会 (12月23日、ハメドリネットワークSecondEdition) 全4名 ※「もも」名義

- もあ 2 (4月15日、すももちゃん) ※「もあ」名義
- 【素人】ドMハーフ顔美女_言葉攻め即尺プレイで痙攣絶頂 (6月8日、れいわしろうと)
- 【素人】ド変態制服ビッチ_ 潮吹き噴水マ○コにガン突き昇天中出し (6月27日、れいわしろうと)
- 他人棒を挿れられ彼の前で悶絶号泣。アキバでピュアなラブラブカップル発見w 彼はなんとAV好き。彼女は話を聞いた瞬間帰りたがるが…彼はノリノリの様子。 (6月29日、TR.net) ※「もえ」名義
- レズ旅～カワイイ女子2人がマ●コを濡らしながらイチャラブする初めてのお泊り 星空もあ・さとう愛理 (7月8日、パラダイステレビ)
- 個撮特化 コスプレ撮影会 まちりん（23） 町田レンズのBLACK KAMEKO FILE.11 国民的SS級アイドルと禁断の個撮ハメ撮り Fカップ巨乳を堪能する無責任3P中出し (7月21日、ナチュラルハイ) ※「まちりん」名義
- レズ旅 豪華版～カワイイ女子2人がマ●コを濡らしながらイチャラブする初めてのお泊り (12月3日、パラダイステレビ) 全4名
- まちりん (12月11日、いんすた) ※「まちりん」名義
- まちりん＆マイカ 星空もあ・EMILY (12月22日、いんすた) ※「まちりん」名義

- 温泉旅行でボインに成長した親戚のお姉ちゃんとお風呂で二人っきり！洗いっこがいつのまにかハメっこに！ もあちゃん 星空もあ (6月1日、ヒビノ)
- カップル交換・スワップセックス！親友と彼氏の目の前で挿入されお漏らししちゃったモアちゃん 星空もあ (7月1日、ヒビノ)
- メンズエステで巨乳とデカ尻を密着させてくるエステティシャン・もあさん 星空もあ (8月1日、ヒビノ)
- 星空もあ ひょっとこアへ顔でフェラする女 (10月9日、ひょっとこアへ顔でフェラする女)

### 写真集
- 星空もあのハイパーランジェリー (2017年12月30日、CROSSNEXT) ※同人写真集 DVDソフト
- Queen’s Collection 真田美樹・星空もあ (2017年12月30日、CROSSNEXT) ※同人写真集 DVDソフト

## 出演

### テレビドラマ
- ポルノグラファー（2018年9月5日、フジテレビ）第5話
- 部長と社畜の恋はもどかしい（2022年1月13日 、テレビ東京）第2話
- 不適切にもほどがある!（2024年2月9日、TBS） - 高城華織 役

### テレビ番組
- アメトーーク! 大根ありがとう芸人（2017年1月19日）※スーパースロー
- ビ〜チ9（2018年5月、テレビ埼玉）※マンスリーゲスト
- ラブリーポップスのラブポの時間ですよ（2017年10月2日、エンタ!959）
- ラブリーポップスのラブポの時間ですよ2（2018年2月16日、エンタ!959）[20]
- ラブリーポップスのラブポの時間ですよ3　友旅女子編（2019年7月1日、エンタ!959）[21]
- 澁谷果歩のたわわチャレンジ（2019年9月19日、エンタ!959）
- ロンドンハーツ かまいたち山内に複雑ドッキリ（2020年4月5日）
- ラブリーポップスのラブポの時間ですよ4（2020年4月18日、エンタ!959）[22]

### インターネット放送
- トイズハートプレゼンツ「ハートの部屋」（2017年11月9日、ニコニコ生放送）＊第17回ゲスト（ラブリーポップスとして）[23][24]
- 特命係長 只野仁 第44話 「2億円の男」（AbemaTVオリジナル）
- 極楽とんぼKAKERUTV（2018年11月29日[25]、AbemaTV）
- 全裸監督（2019年8月全話配信、Netflix）2話
- 全裸監督2（2021年6月24日 全話配信、Netflix） - 1話、2話

### オリジナルビデオ
- 改造少女 サイボーグ・ガールズ（2020年5月2日、竹書房）監督:月下秀之 MORE役[26][27]

### 映画
- ダンス・オブ・欲望 うしろめたい股間（2025年8月15日、オーピー映画）

### イベント
※ 『LovelyPops』として出演
- 「TIFもハジける!スパークリングNIGHT!!（R18）」2017(2017年8月4日)[28]・2018(2018年8月3日)[29]・2019(2019年8月2日)[30]
- プライム学園高等部 球技大会2018 秋（2018年11月6日、リアクション柏）[注 1]
- もあとあずさのわる酔いdeぱ～りぃ～ナイトvol.5（2025年6月15日、新宿ミコノス）[34]

### インタビュー
- 【新人AV女優★徹底解剖】Ｆカップ巨乳AV女優・星空もあインタビュー（前編）(2014年12月2日、h.m.p)[35]
- 【新人AV女優★徹底解剖】Ｆカップ巨乳AV女優・星空もあインタビュー（後編）(2014年12月3日、h.m.p)[7]
- 可愛すぎる処女の正体は恋するオタク娘【星空もあ 新人AV女優インタビュー】(2015年1月13日、ＸＣＩＴＹ)[36]
- 処女AVデビューの星空もあクン。恐る恐る初の“チンタッチ”から快感へ・・・(2015年2月17日、東スポ裏通りＷＥＢ)[37]
- オタク業界から直送されてきたバージン腐女子、星空もあチャン。空気を読まないぶっちゃけトークで周囲の大人をしこたま困らせつつも、激しいカラミで恩返し！　今後が楽しみな彼女にデビュー作の思い出を直撃！(2015年3月1日、スカパー！アダルト)[38]